# 訃報 2024年2月
訃報 2024年2月（ふほう 2024ねん2がつ）では、2024年2月に物故した、又は物故が報じられた人物についてまとめる。

## 1日 - 15日

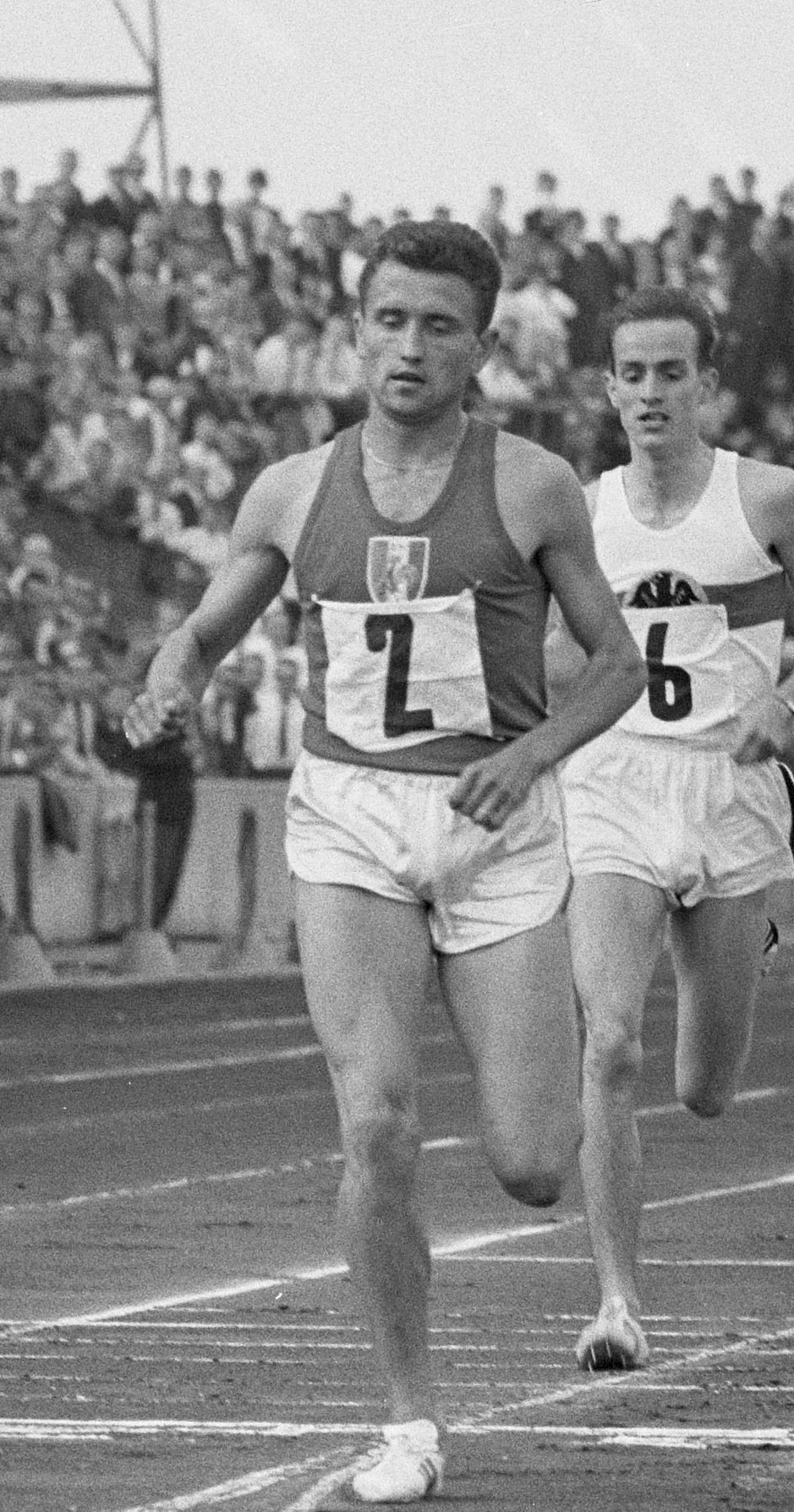
ミシェル・ジャジ／2月1日没

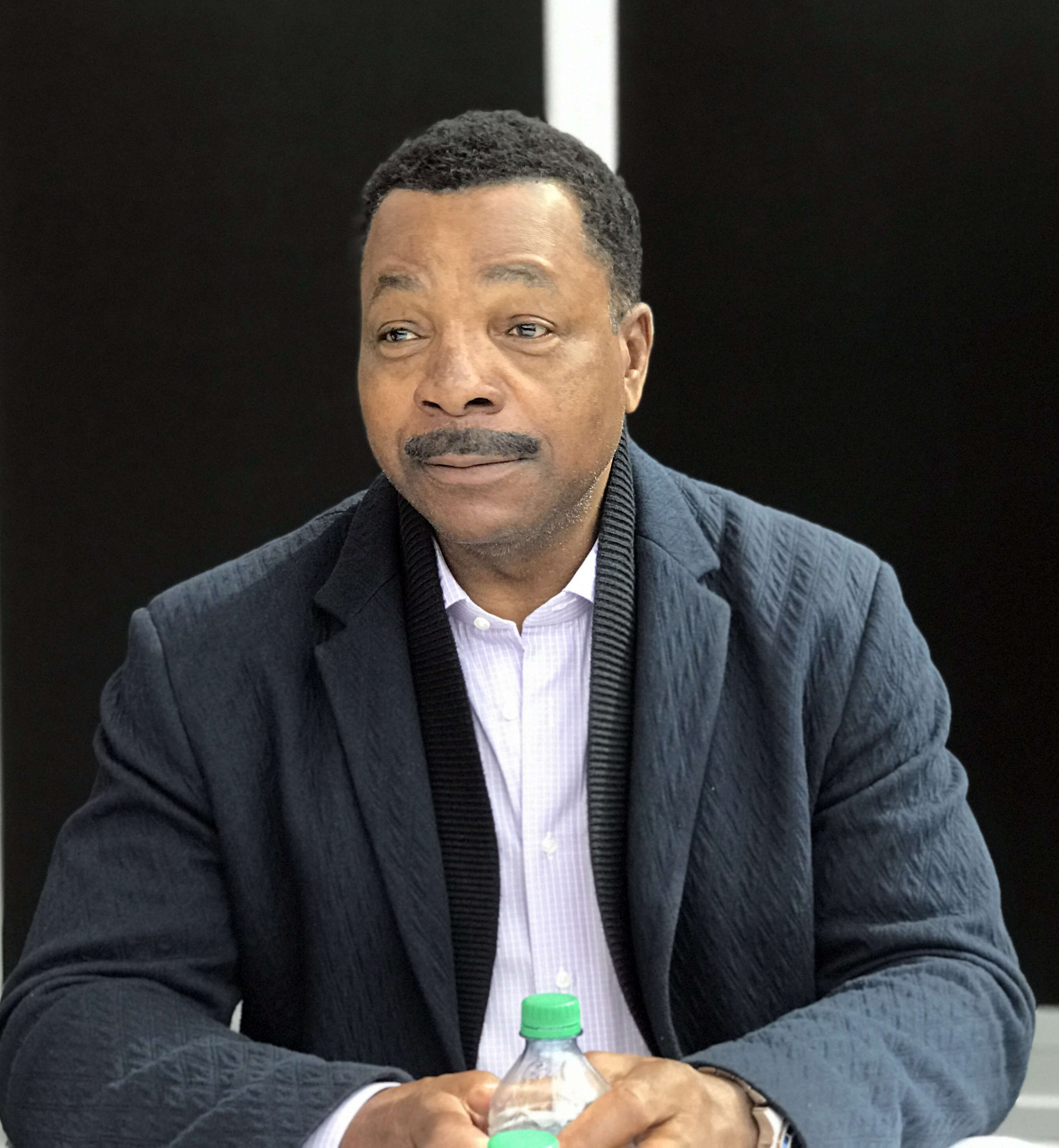
カール・ウェザース／2月1日没

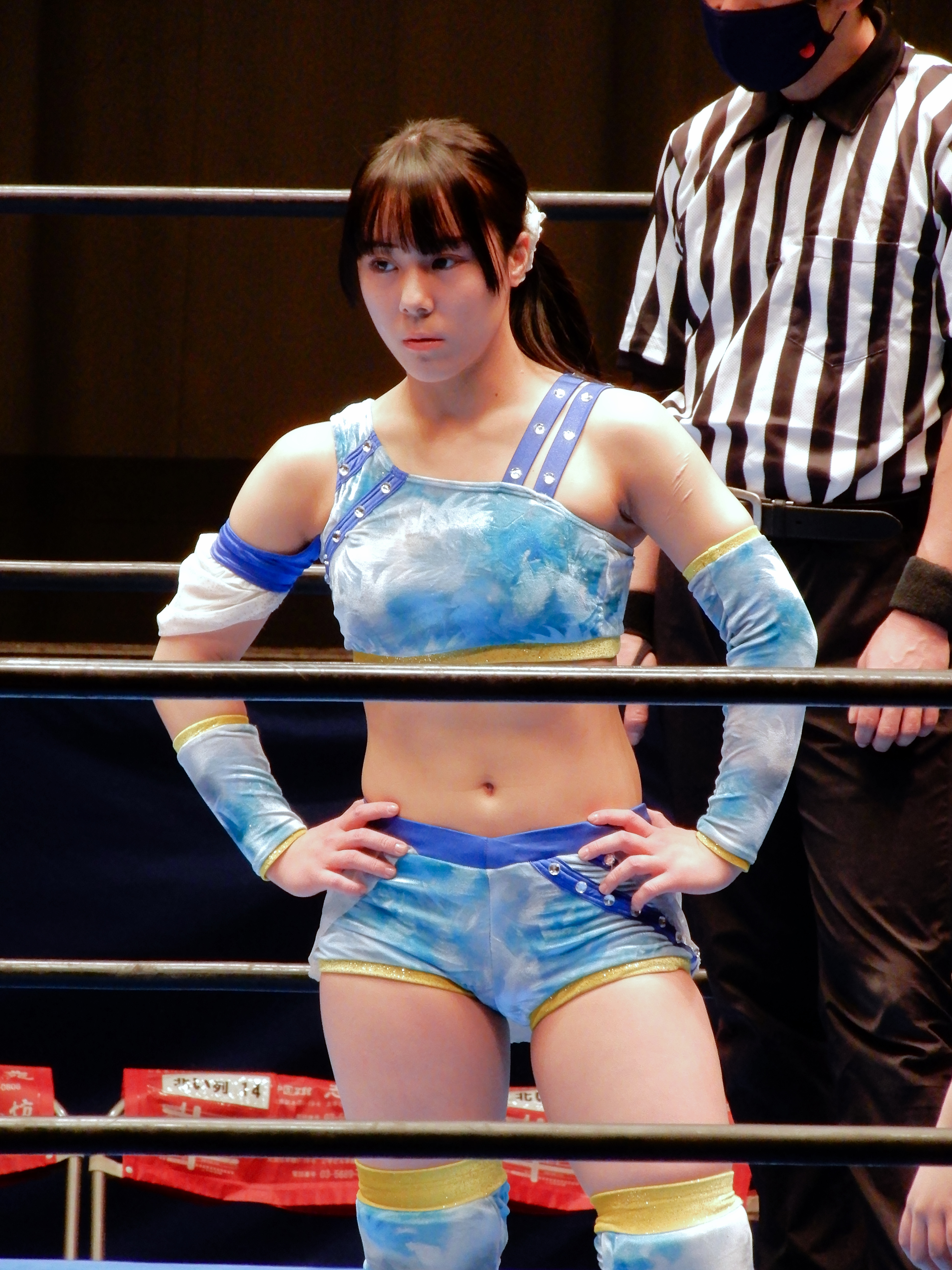
朝陽／2月1日没

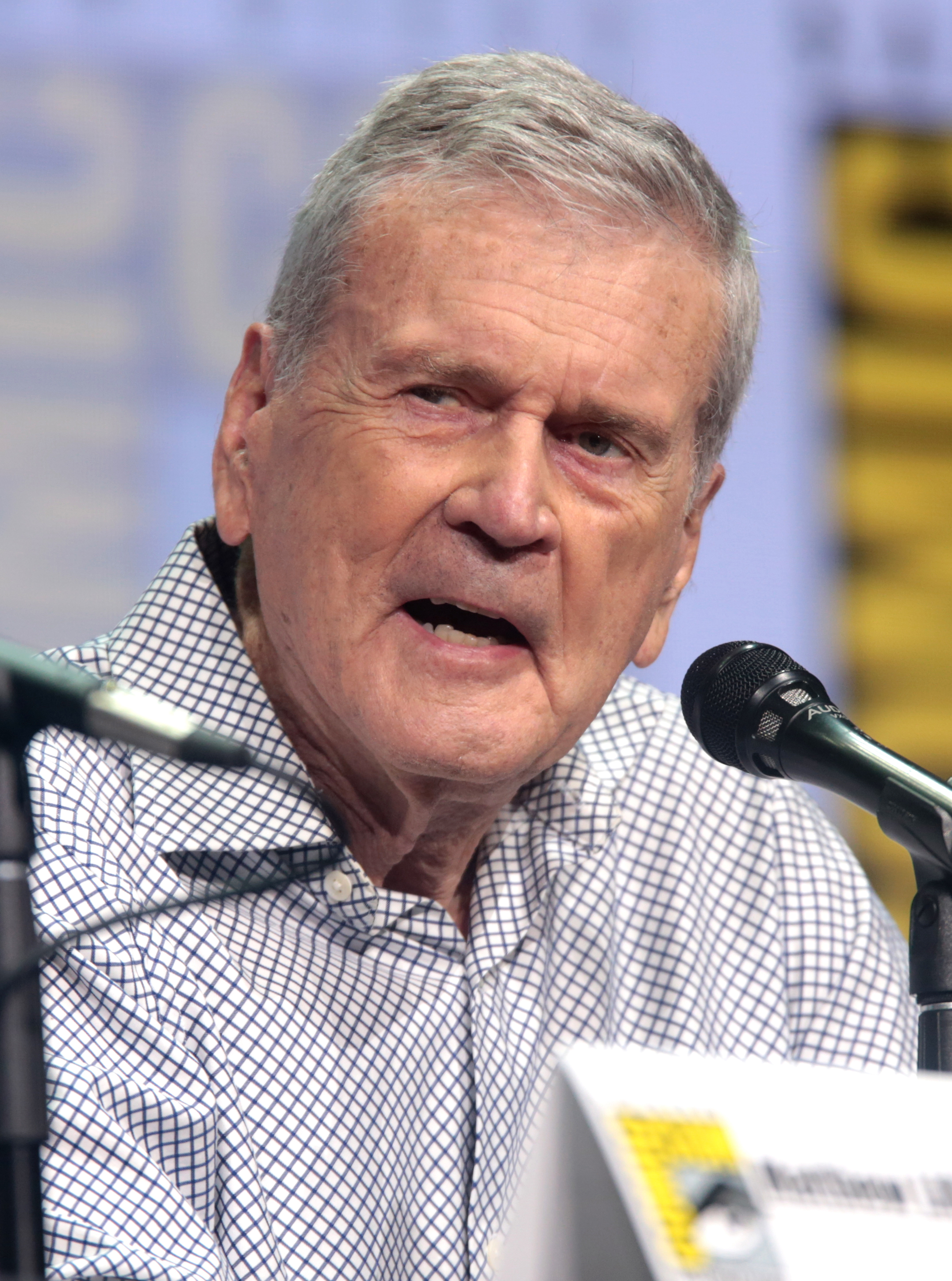
ドン・マレー／2月2日没

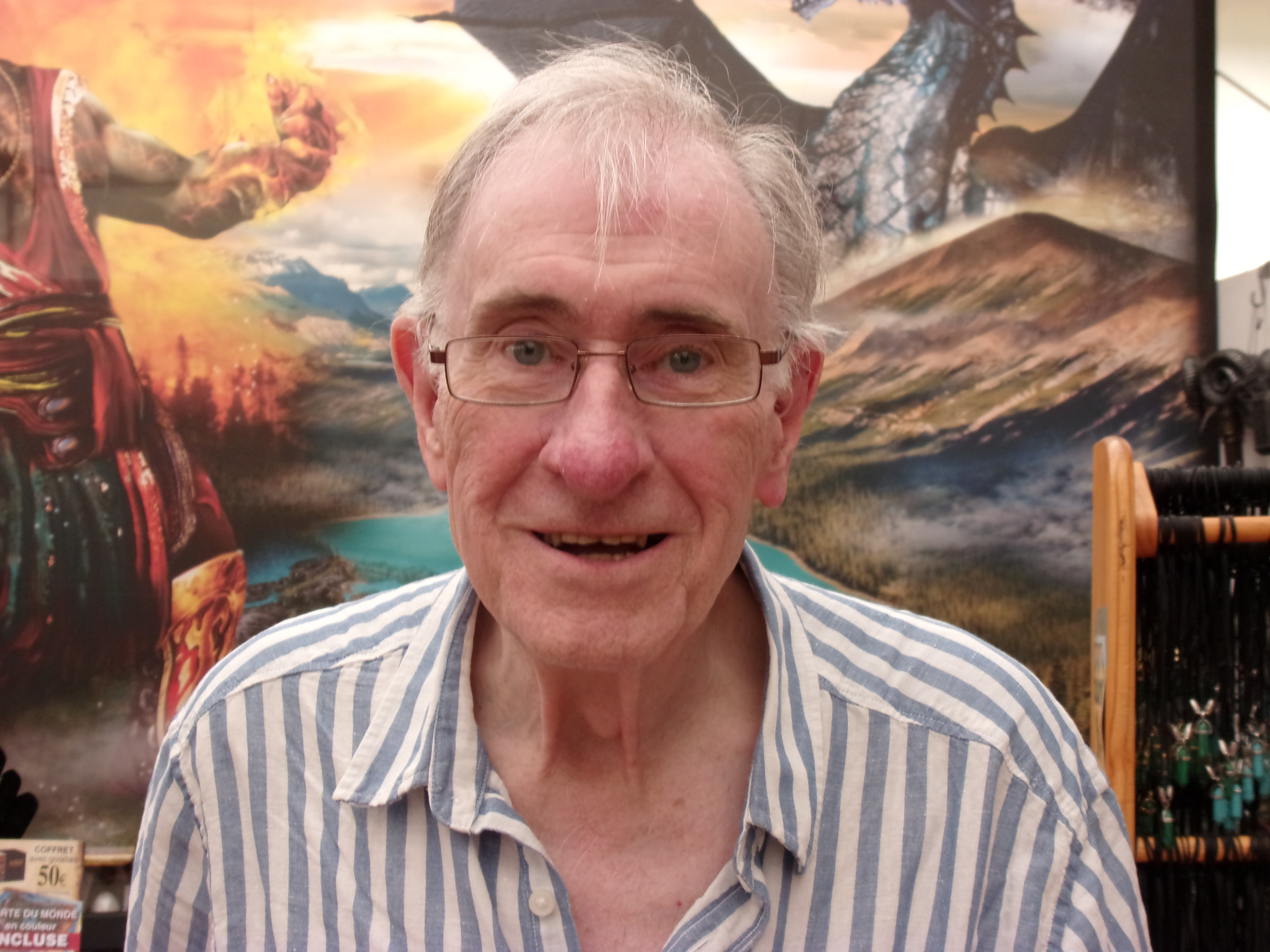
クリストファー・プリースト／2月2日没

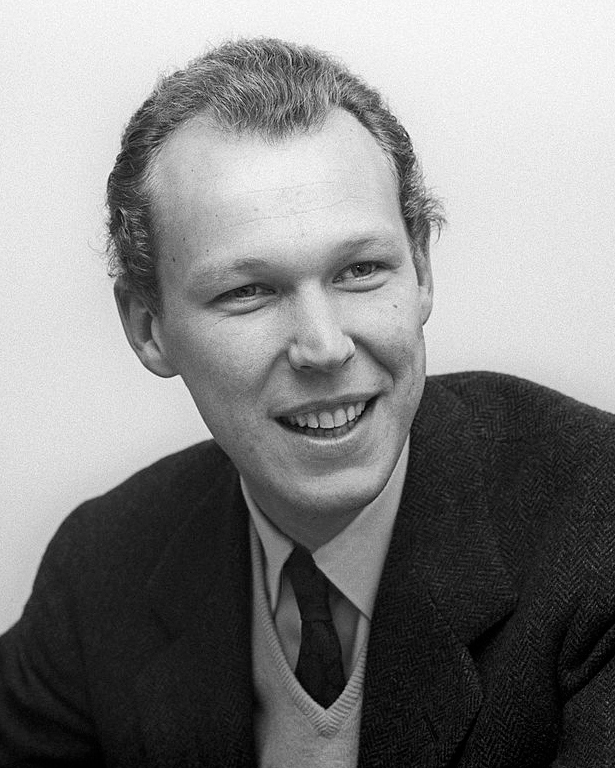
ヴィットーリオ・エマヌエーレ・ディ・サヴォイア／2月3日没

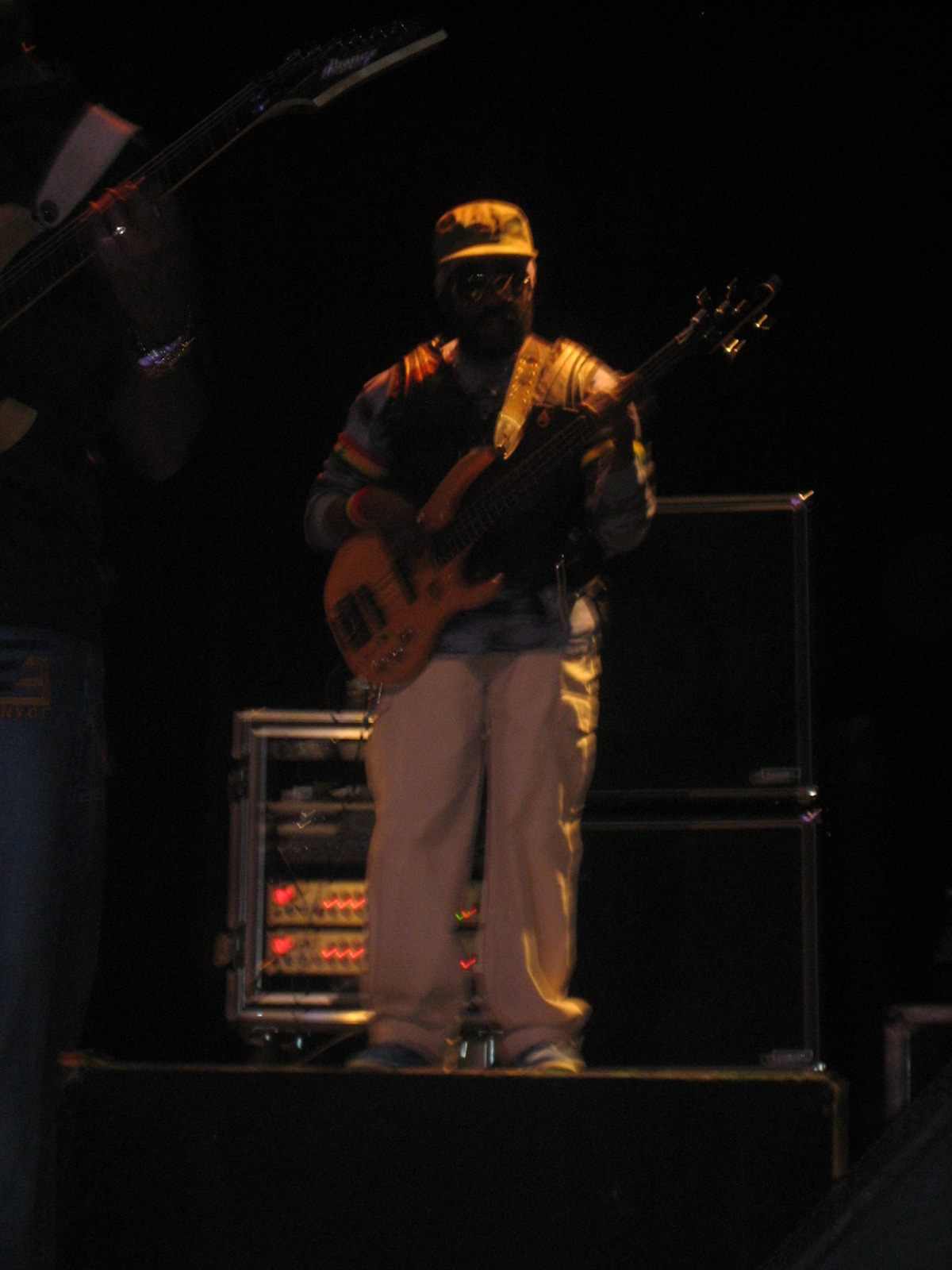
アストン・バレット／2月3日没

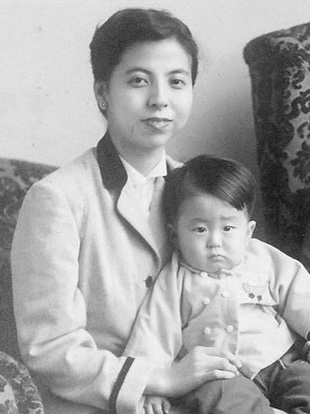
安倍洋子／2月4日没

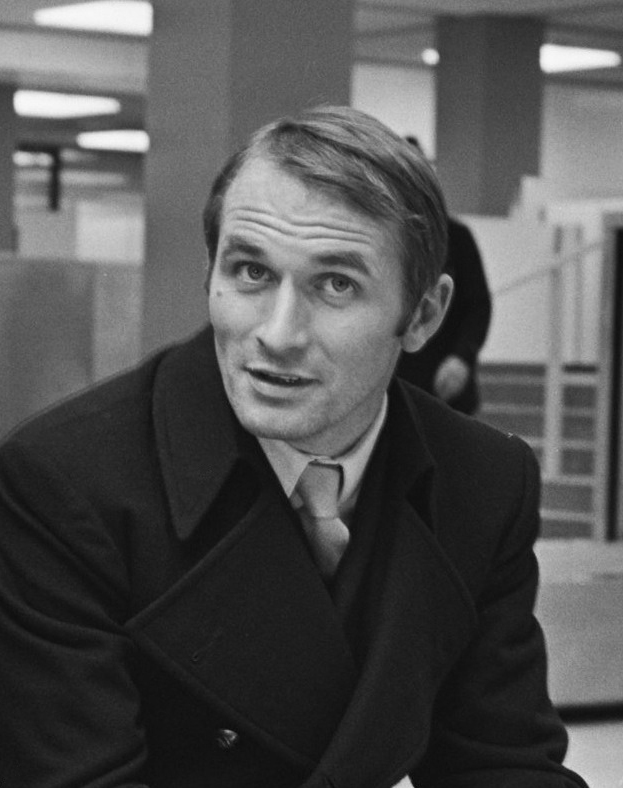
クルト・ハムリン／2月4日没

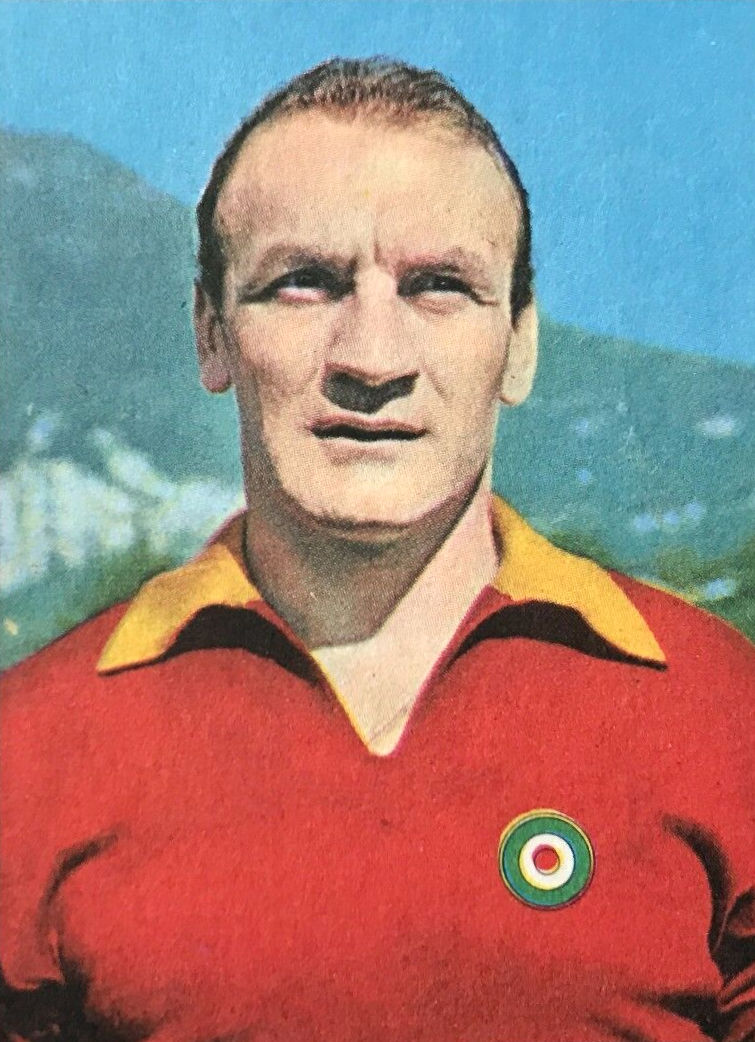
ジャコモ・ロージ／2月4日没

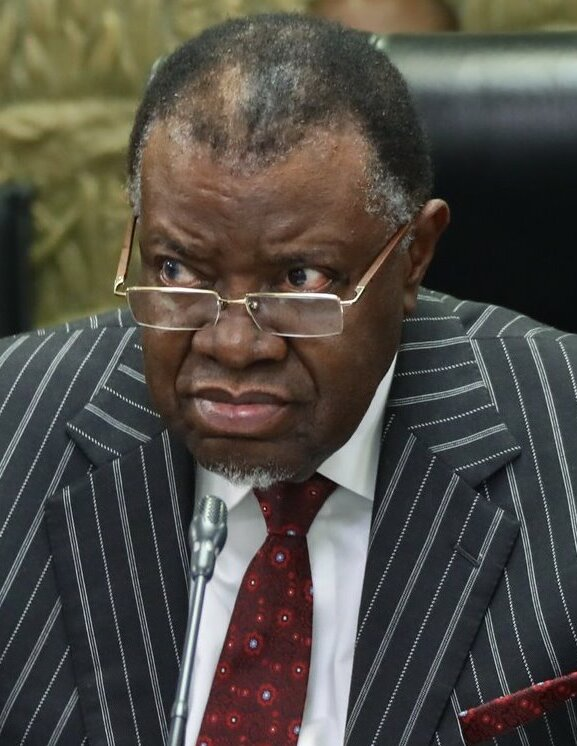
ハーゲ・ガインゴブ／2月4日没

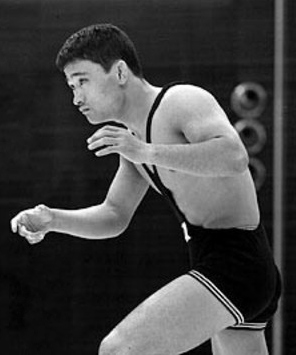
花原勉／2月5日没

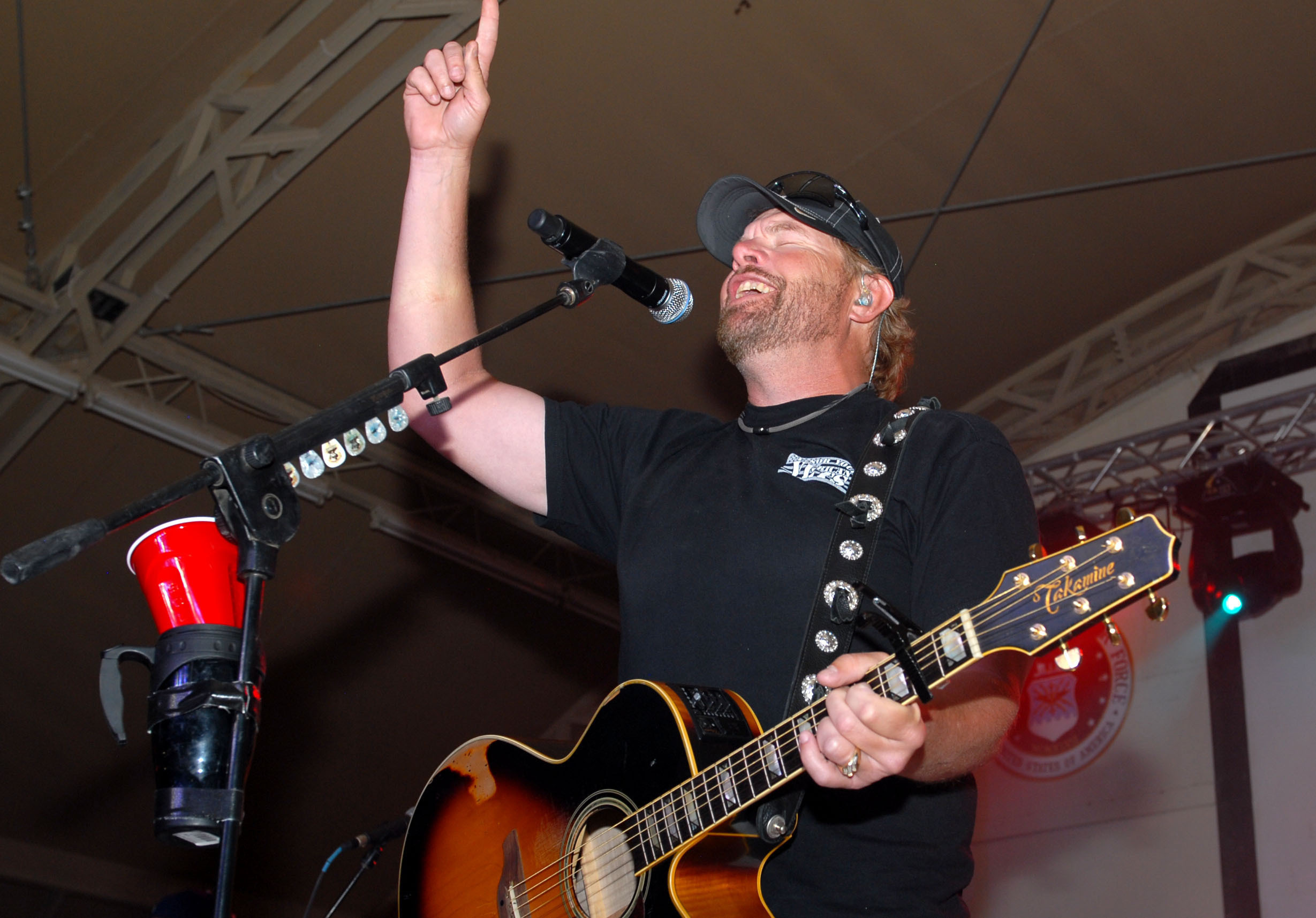
トビー・キース／2月5日没

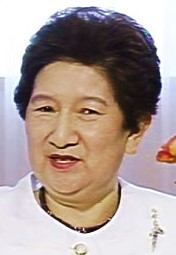
赤松良子／2月6日没

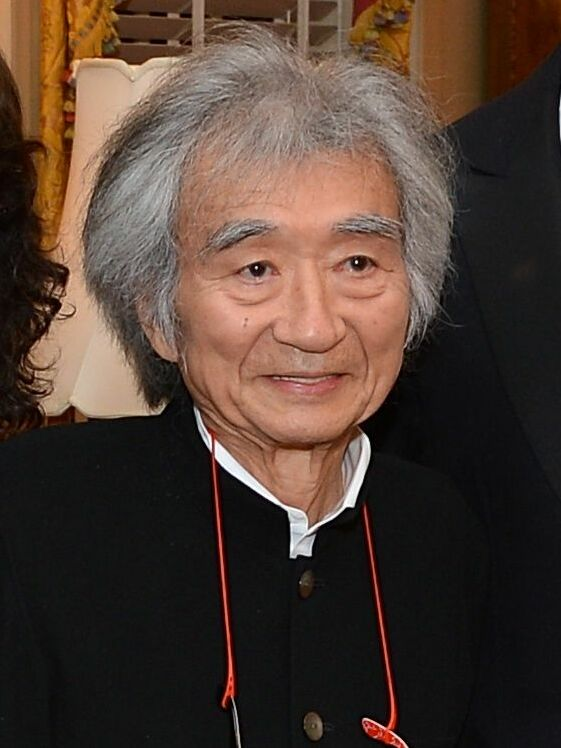
小澤征爾／2月6日没

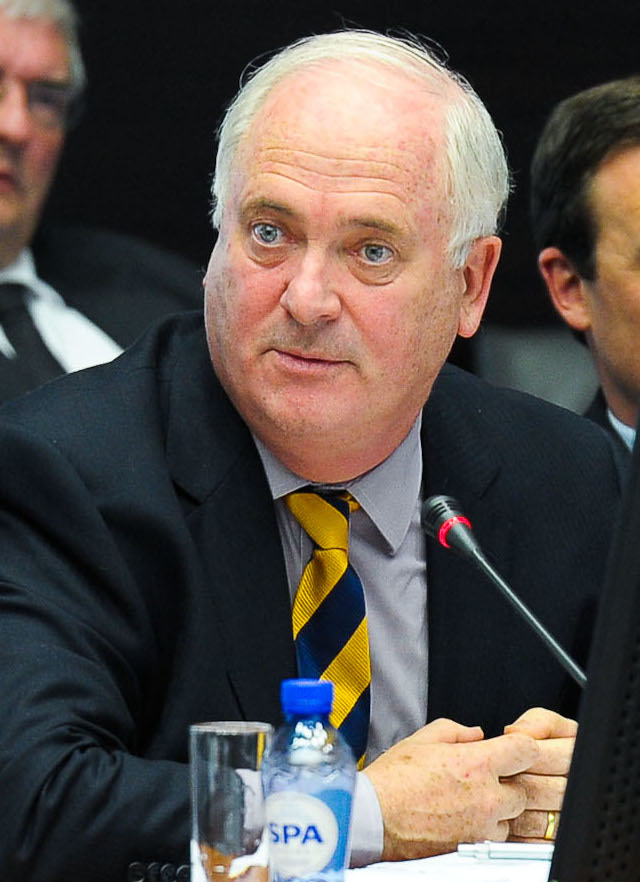
ジョン・ブルトン／2月6日没

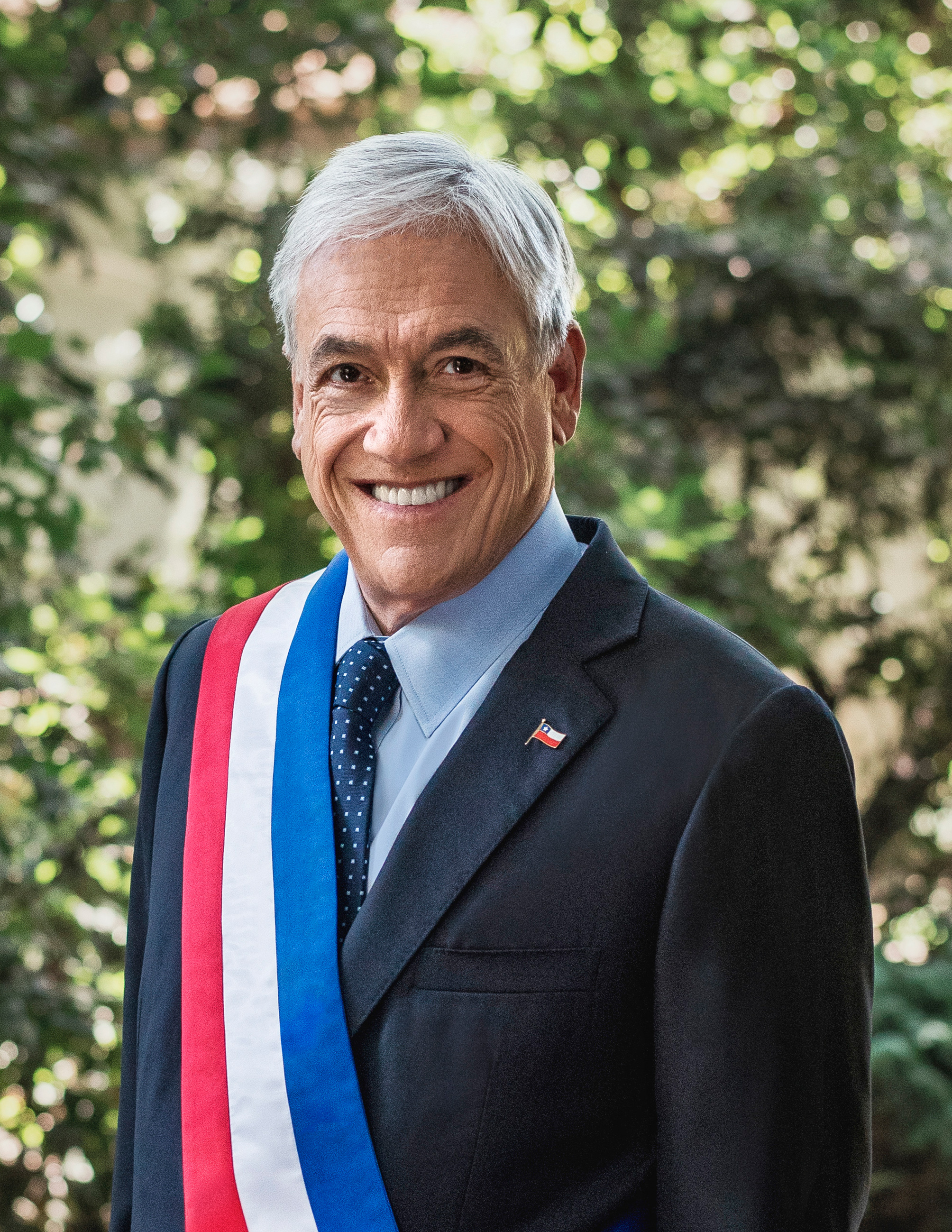
セバスティアン・ピニェラ／2月6日没

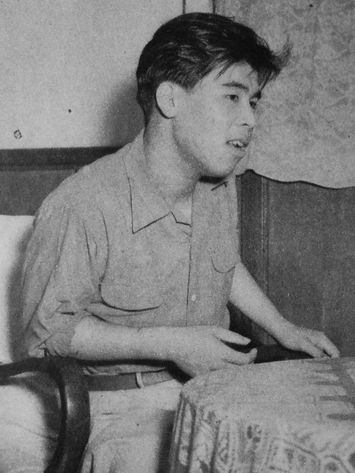
児玉泰／2月7日没

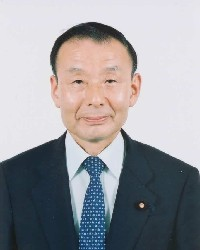
中島啓雄／2月7日没

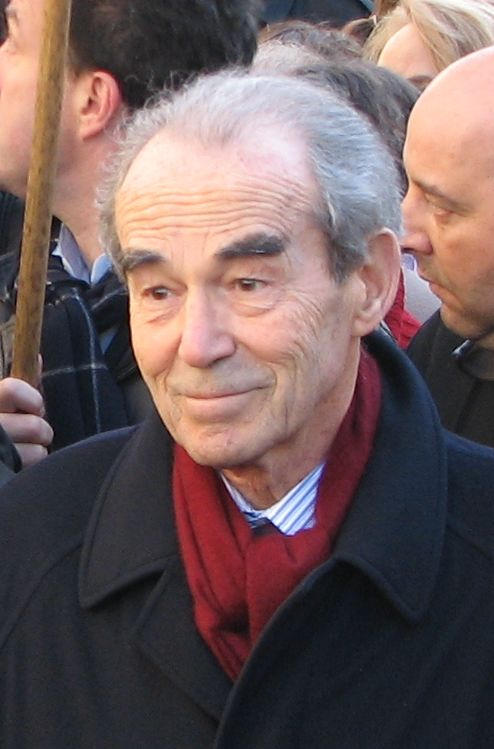
ロベール・バダンテール／2月9日没

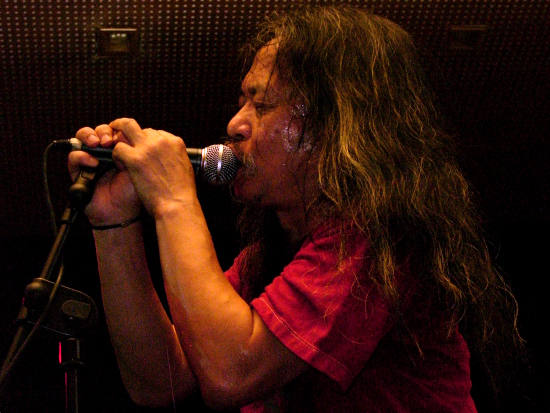
ダモ鈴木／2月9日没

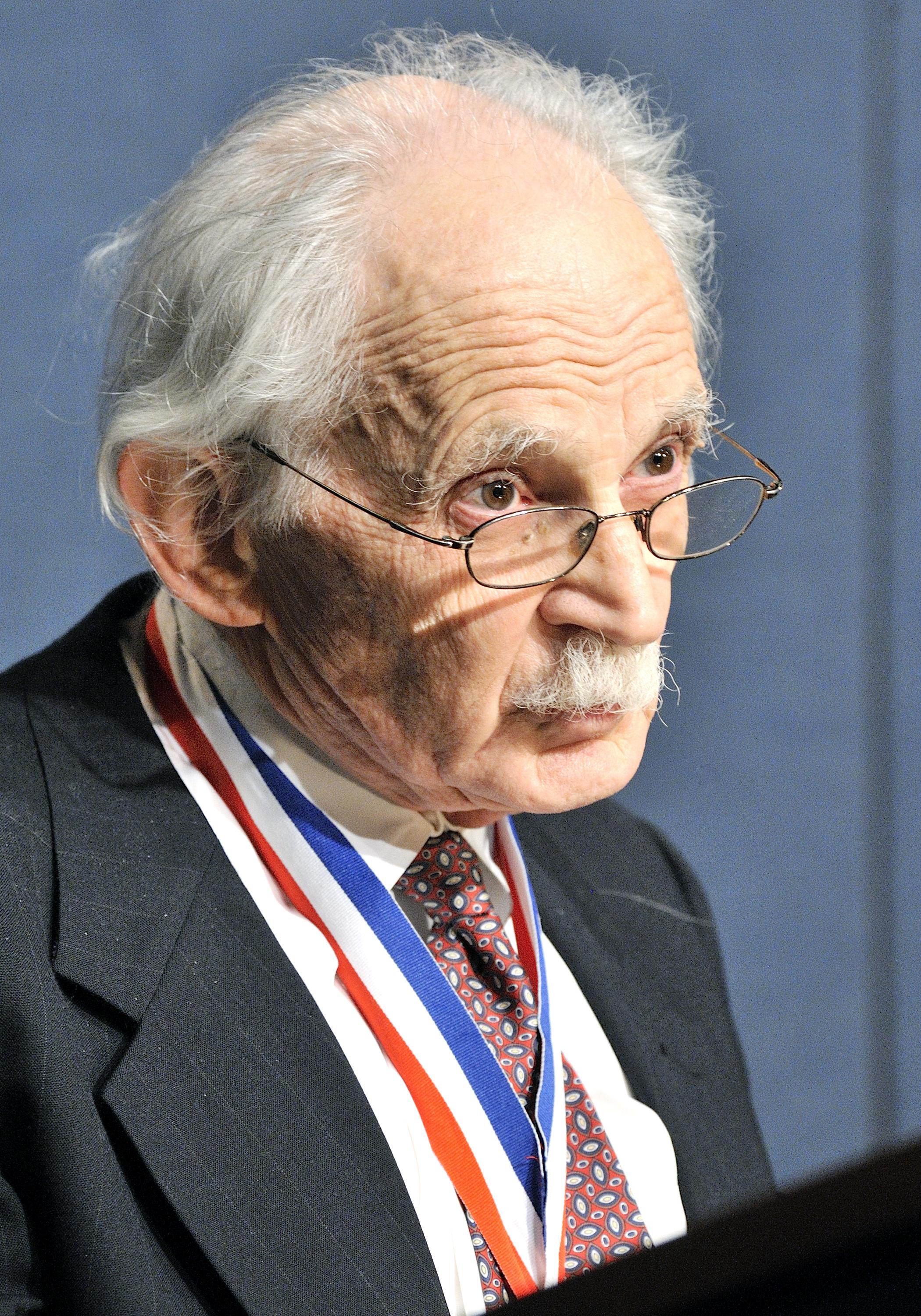
アラン・バード／2月11日没

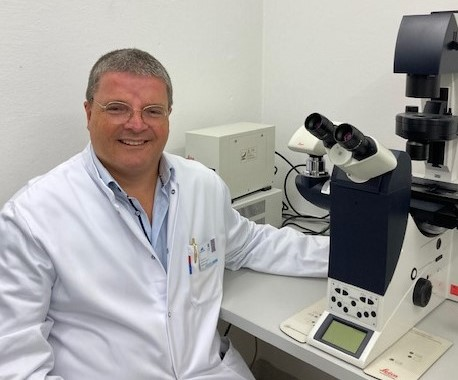
グレゴール・ウェニング／2月11日没

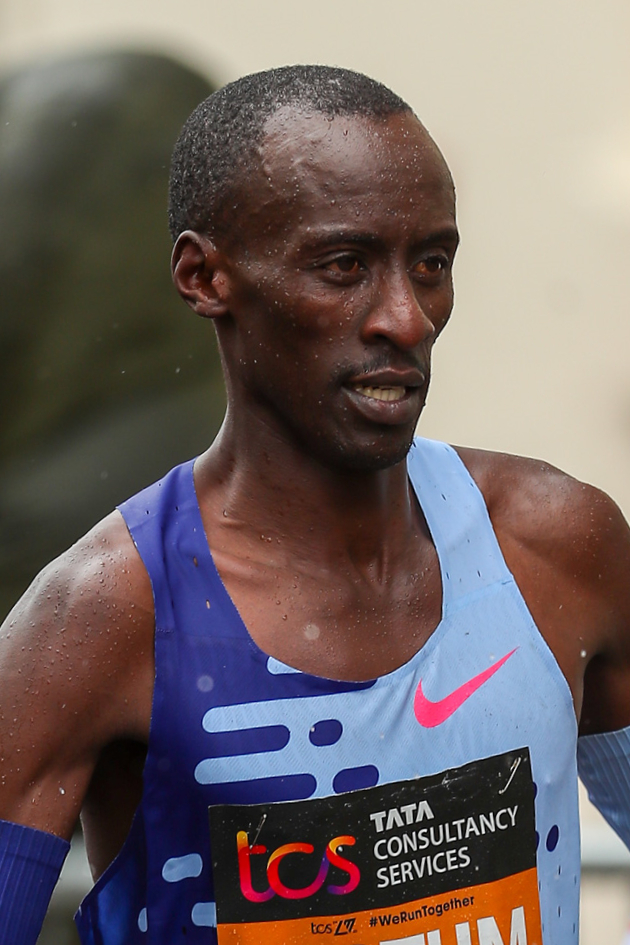
ケルヴィン・キプタム／2月11日没

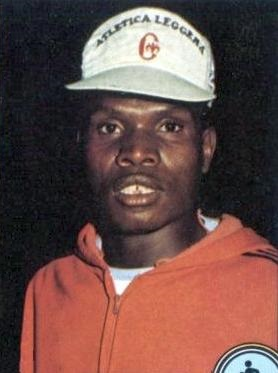
ヘンリー・ロノ／2月15日没

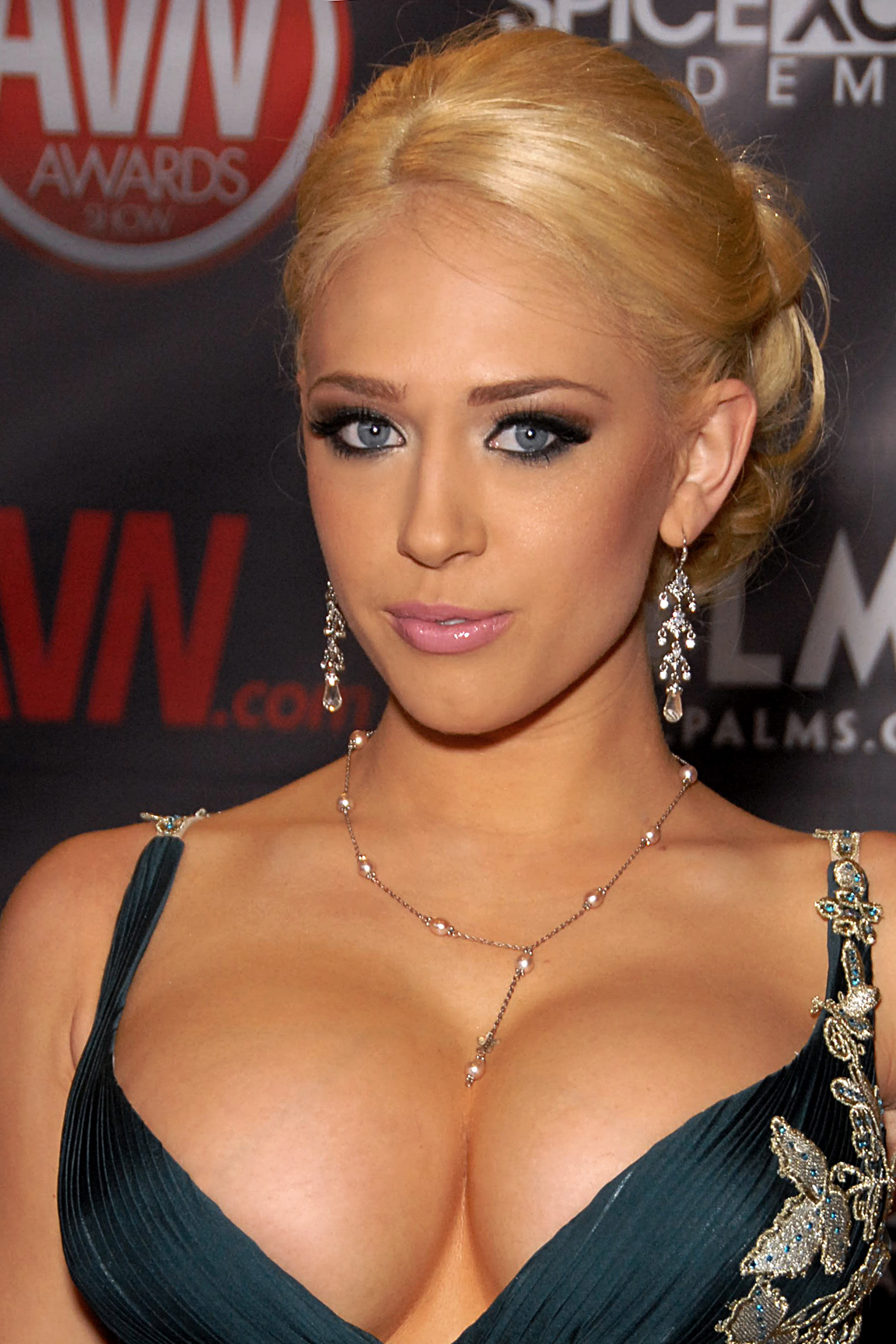
カグニー・リン・カーター／2月15日没

- 2月1日 - パール・バーグ（英語版）、アメリカ合衆国のスーパーセンテナリアン、存命中最高齢のユダヤ人（* 1909年）[1]
- 2月1日 - ガース・マントン（英語版）、オーストラリアのボート競技選手、1956年オリンピック銅メダリスト（* 1929年）[2]
- 2月1日 - 星雅彦、日本の美術評論家、詩人（* 1932年）[3]
- 2月1日 - ミシェル・ジャジ、フランスの中距離走選手、1960年オリンピック銀メダリスト（* 1936年）[4]
- 2月1日 - 佐々木宏子、日本の画家、美術家（* 1944年）[5]
- 2月1日 - カール・ウェザース、アメリカ合衆国の俳優、元アメリカンフットボール選手（* 1948年）[6]
- 2月1日 - マーク・グスタフソン（英語版）、アメリカ合衆国のアニメーター、映画監督（* 1959年）[7]
- 2月1日 - 朝陽、日本の女子プロレスラー（* 2002年）[8]
- 2月2日 - 胡和生（中国語版）、中華人民共和国の数学者（* 1928年）[9]
- 2月2日 - ドン・マレー、アメリカ合衆国の俳優（* 1929年）[10]
- 2月2日 - ロレンソ・オラルテ（英語版）、スペインの政治家、元カナリア諸島州首相（* 1932年）[11]
- 2月2日 - オスカー・ネークト（英語版）、ドイツの社会哲学者（* 1934年）[12]
- 2月2日 - 野毛孝彦、日本の国文学者、元明治大学教授（* 1938年?）[13]
- 2月2日 - 西里喜行、日本の歴史学者、琉球大学名誉教授（* 1940年）[14]
- 2月2日 - フランシスコ・ハラ（英語版）、メキシコの元プロサッカー選手、元同国代表（* 1941年）[15]
- 2月2日 - ポーラン・ウントンジ（英語版）、ベナンの哲学者、政治家、元教育相・文化通信相（* 1942年）[16]
- 2月2日 - クリストファー・プリースト、イギリスのSF作家（* 1943年）[17]
- 2月2日 - アレヴ・アラトル（英語版）、トルコの作家、教育者（* 1944年）[18]
- 2月2日 - ウェイン・クレーマー（英語版）、アメリカ合衆国のギタリスト、ソングライター（* 1948年）[19]
- 2月2日 - ジョン・ウォーカー（英語版）、アメリカ合衆国のプログラマー、オートデスクの共同創設者（* 1949年）[20]
- 2月2日 - グレゴリー・リバーズ（英語版）、オーストラリア出身の香港の俳優（* 1965年）[21]
- 2月2日 - 穴口一輝、日本のプロボクサー（* 2000年）[22]
- 2月3日 - ウィー・チョーヨー（英語版）、シンガポールの銀行家、ユナイテッド・オーバーシーズ銀行名誉会長（* 1929年）[23]
- 2月3日 - ヴィットーリオ・エマヌエーレ・ディ・サヴォイア、イタリアの王位請求者、元イタリア王国の王太子（* 1937年）[24]
- 2月3日 - エレナ・ロホ（英語版）、メキシコの女優（* 1944年）[25]
- 2月3日 - アストン・バレット、ジャマイカのミュージシャン、ラスタファリアン（* 1946年）[26]
- 2月3日 - 小川祥汰、日本の車いすバスケットボール選手（* 2000年）[27]
- 2月4日 - ロバート・ディーターズ、アメリカ合衆国の制御工学者、イエズス会司祭、上智大学名誉教授（* 1924年）[28]
- 2月4日 - 篠崎昭彦、日本の実業家、元住友金属鉱山社長（* 1927年）[29]
- 2月4日 - 安倍洋子、日本の書家、岸信介の娘、安倍晋太郎の妻、安倍晋三・岸信夫の母、岸信千世の祖母（* 1928年）[30]
- 2月4日 - ボブ・ベックウィズ（英語版）、アメリカ合衆国の元消防士（* 1932年）[31]
- 2月4日 - クルト・ハムリン、スウェーデンの元プロサッカー選手、元同国代表（* 1934年）[32]
- 2月4日 - ジャコモ・ロージ、イタリアの元プロサッカー選手、指導者、元同国代表（* 1935年）[33]
- 2月4日 - 諶容、中華人民共和国の作家（* 1935年）[34]
- 2月4日 - アントニオ・パオルッチ（英語版）、イタリアの美術史家、キュレーター、元文化環境相、元バチカン美術館館長（* 1939年）[35]
- 2月4日 - ハーゲ・ガインゴブ、ナミビアの政治家、大統領、元首相・通商産業相（* 1941年）[36]
- 2月4日 - バリー・ジョン（英語版）、ウェールズの元ラグビーユニオン選手、元同国代表、元イギリス・アイルランド代表（* 1945年）[37]
- 2月4日 - 田蘊章（中国語版）、中華人民共和国の書家（* 1945年）[38]
- 2月4日（訃報発表日） - ガリーナ・アレクセエワ（英語版）、ソビエト連邦、ロシアの飛込競技選手、1964年オリンピック銅メダリスト（* 1947年）[39]
- 2月4日 - アール・キュアトン（英語版）、アメリカ合衆国の元プロバスケットボール選手（* 1957年）[40]
- 2月5日 - ジャン・マローリー（英語版）、フランスの地理学者、民族学者、人類学者、探検家、作家（* 1922年）[41]
- 2月5日 - ドリース・ファン・アフト（英語版）、オランダの政治家、元首相・外相・法相、元第二院議員、元駐日本・駐アメリカ合衆国欧州連合大使（* 1931年）[42]
- 2月5日 - ナムグン・ウォン（朝鮮語版）、大韓民国の俳優（* 1934年）[43]
- 2月5日 - マイケル・ジェイストン、イギリスの俳優（* 1935年）[44]
- 2月5日 - 花原勉、日本のアマチュアレスリング選手、1964年オリンピック金メダリスト（* 1940年）[45]
- 2月5日 - 上原正吉、日本の民謡歌手（* 1941年）[46]
- 2月5日 - 翁家小楽、日本の太神楽曲芸師、太神楽曲芸協会副会長（* 1944年）[47]
- 2月5日 - キム・ウォンベ（朝鮮語版）、大韓民国の俳優（* 1956年）[48]
- 2月5日 - トビー・キース、アメリカ合衆国のカントリー歌手（* 1961年）[49]
- 2月6日 - ロバート・M・ヤング（英語版）、アメリカ合衆国の映画監督（* 1924年）[50]
- 2月6日 - 赤松良子、日本の政治家、労働官僚、外交官、日本ユニセフ協会会長、第118・119代文部大臣【民間人閣僚】、元駐ウルグアイ日本大使（* 1929年）[51][52]
- 2月6日 - 山北由希夫、日本の作詞家（* 1931年）[53]
- 2月6日 - 小澤征爾、日本の指揮者、元ボストン交響楽団・ウィーン国立歌劇場の音楽監督（* 1935年）[54]
- 2月6日 - 東浦利夫、日本の実業家、元蝶理社長（* 1935年?）[55]
- 2月6日 - ルイジ・アリエンティ（英語版）、イタリアのサイクリスト、1960年オリンピック金メダリスト（* 1937年）[56]
- 2月6日 - 宇野邦夫、日本の政治家、元石川県議会議員【自民党・新生党・新進党・民主党・新進石川所属】（* 1942年）[57]
- 2月6日 - ジョン・ブルトン、アイルランドの政治家、元首相・財務相・工業エネルギー相・貿易商業観光相、元ドイル・エアラン議員、元駐アメリカ合衆国欧州連合大使（* 1947年）[58]
- 2月6日（訃報発表日） - ミゲル・アンヘル・ゴンサレス、スペインの元プロサッカー選手、元同国代表（* 1947年）[59]
- 2月6日 - セバスティアン・ピニェラ、チリの政治家、元大統領、元元老院議員【国民革新党所属】（* 1949年）[60]
- 2月6日 - 差間正樹、日本の社会活動家、アイヌ民族団体「ラポロアイヌネイション」元会長、名誉会長（* 1950年）[61]
- 2月6日 - 小林順、日本のラジオディレクター、放送作家（* 1969年）[62][63]
- 2月6日 - 村山吉隆、日本のゲームクリエイター、ブルームーンスタジオ代表（* 生年不明）[64]
- 2月7日 - 谷真介、日本の児童文学者（* 1935年）[65]
- 2月7日 - 児玉泰（空谷泰）、日本の元プロ野球選手【中日ドラゴンズ・近鉄バファローズ所属】（* 1935年）[66]
- 2月7日（訃報発表日） - ヴァージャ・アザラシヴィリ、ジョージアの作曲家（* 1936年）[67]
- 2月7日 - 中島啓雄、日本の政治家、元参議院議員【自由民主党所属】（* 1937年）[68]
- 2月7日 - 金瀬胖、日本の写真家（* 1944年）[69]
- 2月7日 - 世古口哲哉、日本の政治家、元地方公務員、三重県明和町長（* 1966年）[70]
- 2月8日 - シャーロット・フローゼ・フィッシャー（英語版）、ウクライナ出身のカナダ、アメリカ合衆国の計算機科学者、物理学者、ヴァンダービルト大学名誉教授（* 1929年）[71]
- 2月8日 - 田端宗寿、日本の俳優（* 1935年）[72]
- 2月8日 - 手束正昭、日本の牧師、神学者、日本基督教団高砂教会元老牧師（* 1944年）[73]
- 2月8日 - 鬼頭義命、日本の能楽師、観世流太鼓方（* 1954年）[74]
- 2月8日 - 石原凡、日本の声優、俳優（* 1955年）[75]
- 2月8日 - 窪田充見、日本の法学者、神戸大学教授（* 1960年）[76]
- 2月9日 - ロベール・バダンテール、フランスの法律家、政治家、元法相、元元老院議員【フランス社会党所属】（* 1928年）[77]
- 2月9日 - 大畠襄、日本の整形外科医師、元東京慈恵会医科大学教授、元アジアサッカー連盟医事委員、元国際サッカー連盟スポーツ医学委員（* 1930年）[78]
- 2月9日 - 酒井府、日本のドイツ文学者、獨協大学元学長・名誉教授（* 1934年）[79]
- 2月9日 - ロランド・グリップ（英語版）、スウェーデンの元プロサッカー選手、元同国代表（* 1941年）[80]
- 2月9日 - ダモ鈴木、日本の音楽家、CANの元ボーカリスト（* 1950年）[81]
- 2月9日 - 山本寿宣、日本の実業家、元東ソー社長（* 1955年）[82]
- 2月10日（訃報発表日） - アンソニー・エプスタイン（英語版）、イギリスの病理学者（* 1921年）[83]
- 2月10日 - 遠藤享、日本のグラフィックデザイナー（* 1933年）[84]
- 2月10日 - 甲田博康、日本の実業家、東計電算創業者（* 1935年）[85]
- 2月10日 - ギュンター・ブルス（英語版）、オーストリアのパフォーマンスアーティスト、画家、作家（* 1938年）[86]
- 2月10日（訃報発表日） - クリス・マルコフ、ユーゴスラビア出身のアメリカ合衆国の元プロレスラー（* 1940年）[87]
- 2月10日 - 小柳津正男、日本の実業家、小柳津清一商店代表取締役（* 1940年?）[88]
- 2月10日 - 時田博機、日本の政治家、山形県遊佐町長（* 1951年）[89]
- 2月10日 - エドワード・ロワッサ（英語版）、タンザニアの政治家、元首相・水畜産開発相（* 1953年）[90]
- 2月11日 - 平田博則、日本の数学者、アマチュア囲碁棋士、昭和薬科大学名誉教授（* 1926年）[91]
- 2月11日 - 崔雲芝（朝鮮語版）、大韓民国の政治家、実業家、元国会議員、元大韓地籍公社（朝鮮語版）社長（* 1927年）[92]
- 2月11日 - 神品芳夫、日本のドイツ文学者、詩人、東京大学名誉教授（* 1931年）[93]
- 2月11日 - アラン・バード、アメリカ合衆国の電気化学者（* 1933年）[94]
- 2月11日（訃報発表日） - フュルザン（英語版）、トルコの作家（* 1939年）[95]
- 2月11日 - 永末直文、日本の医学者、医師、島根大学名誉教授（* 1942年）[96][97]
- 2月11日 - グレゴール・ヴェニング、ドイツの神経学者、神経内科医（* 1964年）[98]
- 2月11日 - 陳俊翰（中国語版）、台湾の弁護士（* 1983年）[99]
- 2月11日 - ケルヴィン・キプタム、ケニアのマラソン選手（* 1999年）[100]
- 2月12日 - 猪野正一、日本の政治家、元埼玉県吉田町長、秩父市名誉市民（* 1931年）[101]
- 2月12日 - 川本源司郎、日本の実業家、丸源ビルのオーナー（* 1932年）[102]
- 2月12日 - ヘンク・ボス（英語版）、オランダの数学史学者（* 1940年）[103]
- 2月12日 - 矢野博丈、日本の実業家、大創産業創業者（* 1943年）[104]
- 2月13日 - 張世憲（朝鮮語版）、大韓民国の化学者、ソウル大学校名誉教授（* 1923年）[105]
- 2月13日 - ロベール・ヴァルナジョ（英語版）、フランスのサイクリスト（* 1929年）[106]
- 2月13日 - 俵好夫、日本の物理学者、希土類磁石研究者（* 1932年?）[107]
- 2月13日 - 北島義俊、日本の実業家、大日本印刷会長（* 1933年）[108]
- 2月13日 - ヨハナ・フォン・コチャーン（英語版）、ドイツの女優（* 1933年）[109]
- 2月13日 - 柳土情、日本の切り絵作家（* 1933年）[110]
- 2月13日 - 原康夫、日本の理論物理学者、筑波大学名誉教授（* 1934年）[111]
- 2月13日 - ジェニー・ステーリー・ホード（英語版）、オーストラリアの元テニス選手（* 1934年）[112]
- 2月13日 - 村山實、日本の武術家、実心館合氣道会会長（* 1940年）[113]
- 2月13日 - 泉惠得、日本の声楽家、琉球大学名誉教授（* 1948年?）[114]
- 2月13日 - 田中哲、日本の実業家、名古屋三越社長（* 1963年）[115]
- 2月13日 - 黒木彰一、日本のテレビプロデューサー【フジテレビ所属】（* 1969年）[116]
- 2月14日 - 史克信（中国語版）、中華人民共和国のロケット軍の軍人、政治家、中国人民解放軍中将、元第二砲兵副政治委員・規律検査委員会書記、元中国共産党全国代表大会代表（* 1928年）[117]
- 2月14日 - アナトリー・ヴェルシック（英語版）、ソビエト連邦、ロシアの数学者（* 1933年）[118]
- 2月14日 - 松永将裕、日本の実業家、松永製菓取締役会長（* 1945年?）[119]
- 2月14日 - 坂本幸雄、日本の経営者、元エルピーダメモリー社長（* 1947年）[120]
- 2月14日 - ドン・ガレット（英語版）、アメリカ合衆国の元MLB選手【シンシナティ・レッズ、ニューヨーク・ヤンキース所属】（* 1951年）[121]
- 2月14日（訃報発表日） - ジャック・ルソー（英語版）、フランスの走幅跳選手（* 1951年）[122]
- 2月15日 - ジェラール・バレー（英語版）、フランスの俳優（* 1931年）[123]
- 2月15日（訃報発表日） - 糸川燿史、日本の写真家（* 1934年）[124]
- 2月15日 - 小林正樹、日本のベーシスト、「内山田洋とクール・ファイブ」のメンバー（* 1943年）[125]
- 2月15日 - イアン・アメイ（英語版）（ティッチ）、イギリスのギタリスト、「デイヴ・ディー・グループ」の元メンバー（* 1944年）[126]
- 2月15日 - 浜田寿一、日本の開発経済学者、上智大学名誉教授（* 1947年）[127]
- 2月15日 - 田中義克、日本の自動車技術者、実業家、元北海道立総合研究機構理事長、元トヨタ自動車北海道代表取締役社長（* 1951年）[128]
- 2月15日 - ヘンリー・ロノ、ケニアの元長距離走選手（* 1952年）[129]
- 2月15日 - 中村保、日本の経済学者、神戸大学理事・副学長（* 1962年）[130]
- 2月15日 - 大原毅、日本の医学者、東京大学名誉教授（* 1962年）[131]
- 2月15日 - カグニー・リン・カーター、アメリカ合衆国のポルノ女優（* 1987年）[132]

## 16日 - 29日

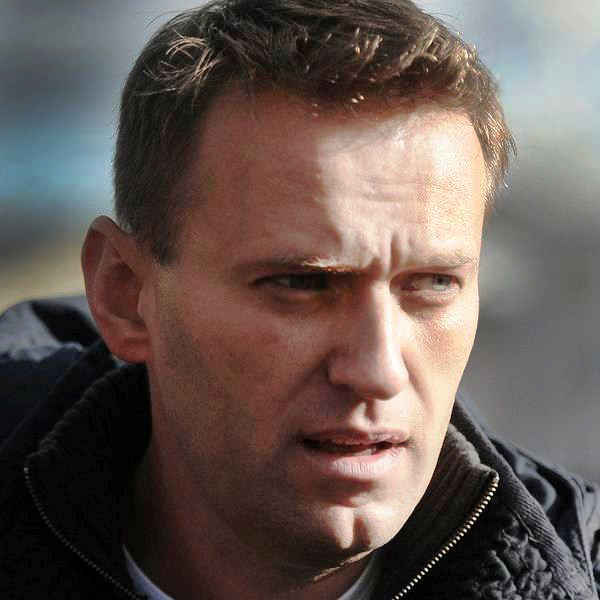
アレクセイ・ナワリヌイ／2月16日没

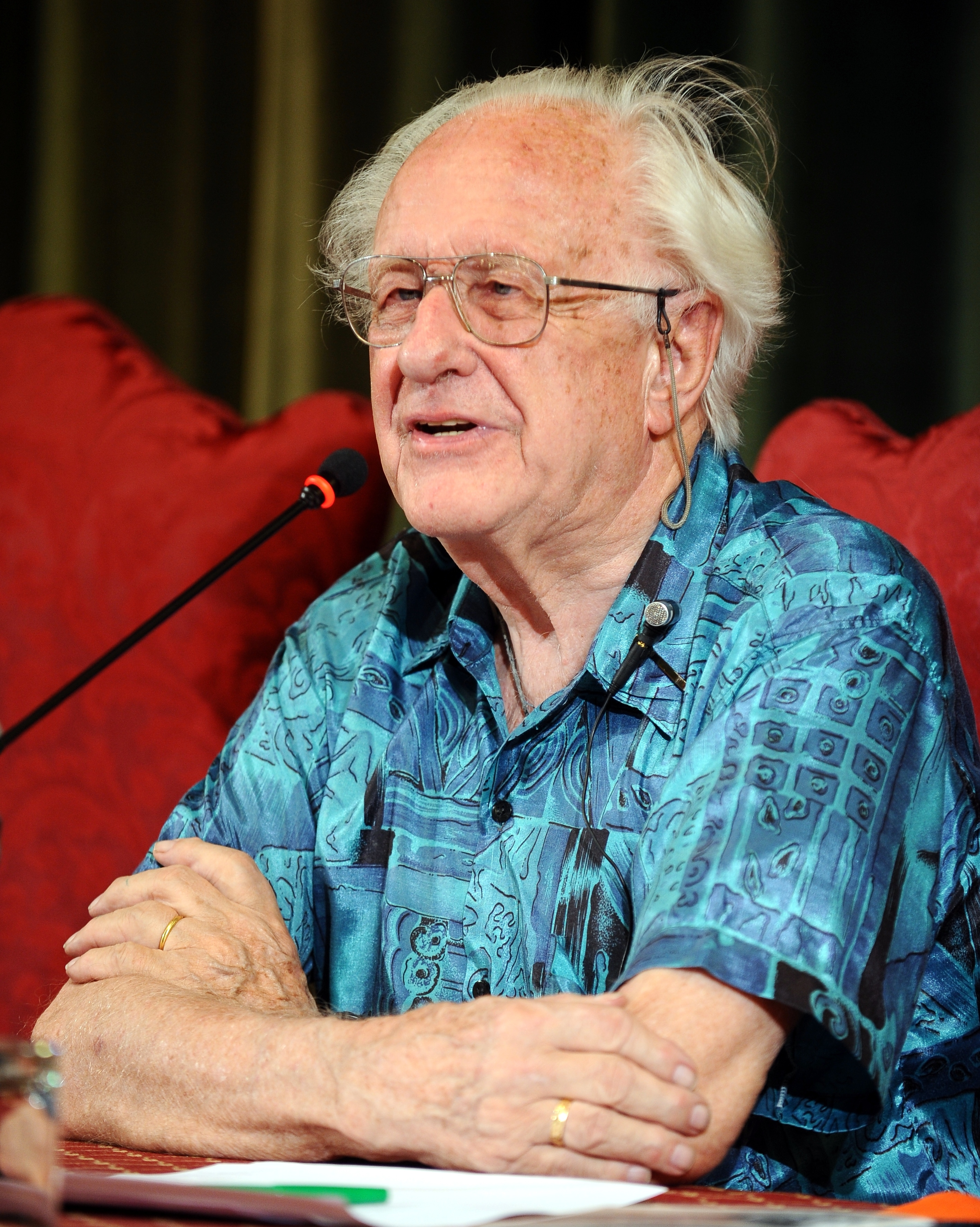
ヨハン・ガルトゥング／2月17日没

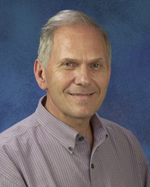
マイケル・グルンスタイン／2月18日没

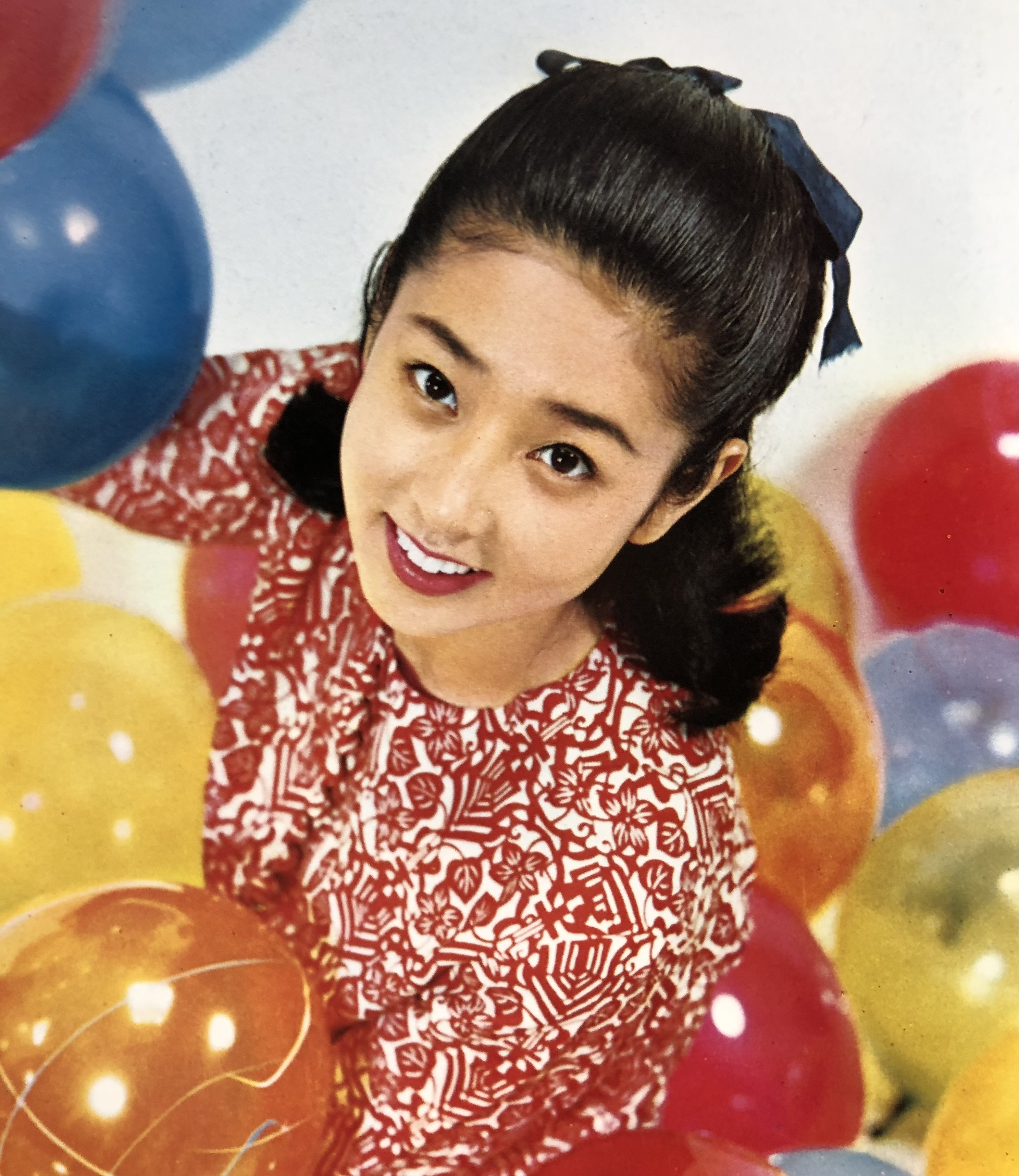
山本陽子／2月20日没

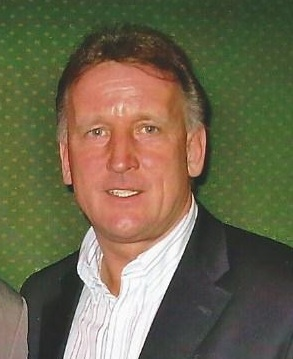
アンドレアス・ブレーメ／2月20日没

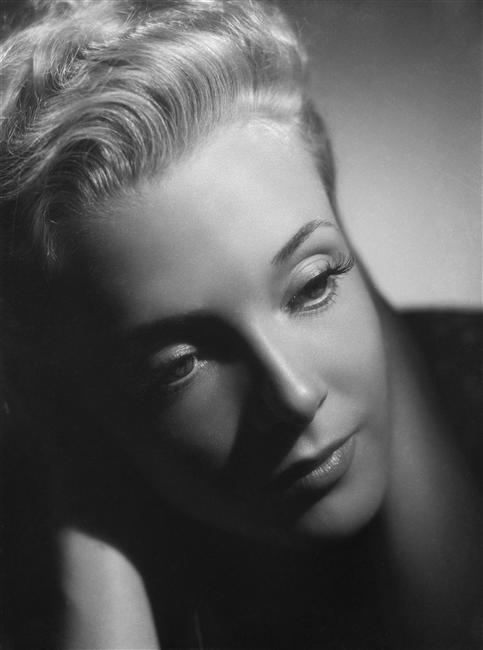
ミシュリーヌ・プレール／2月21日没

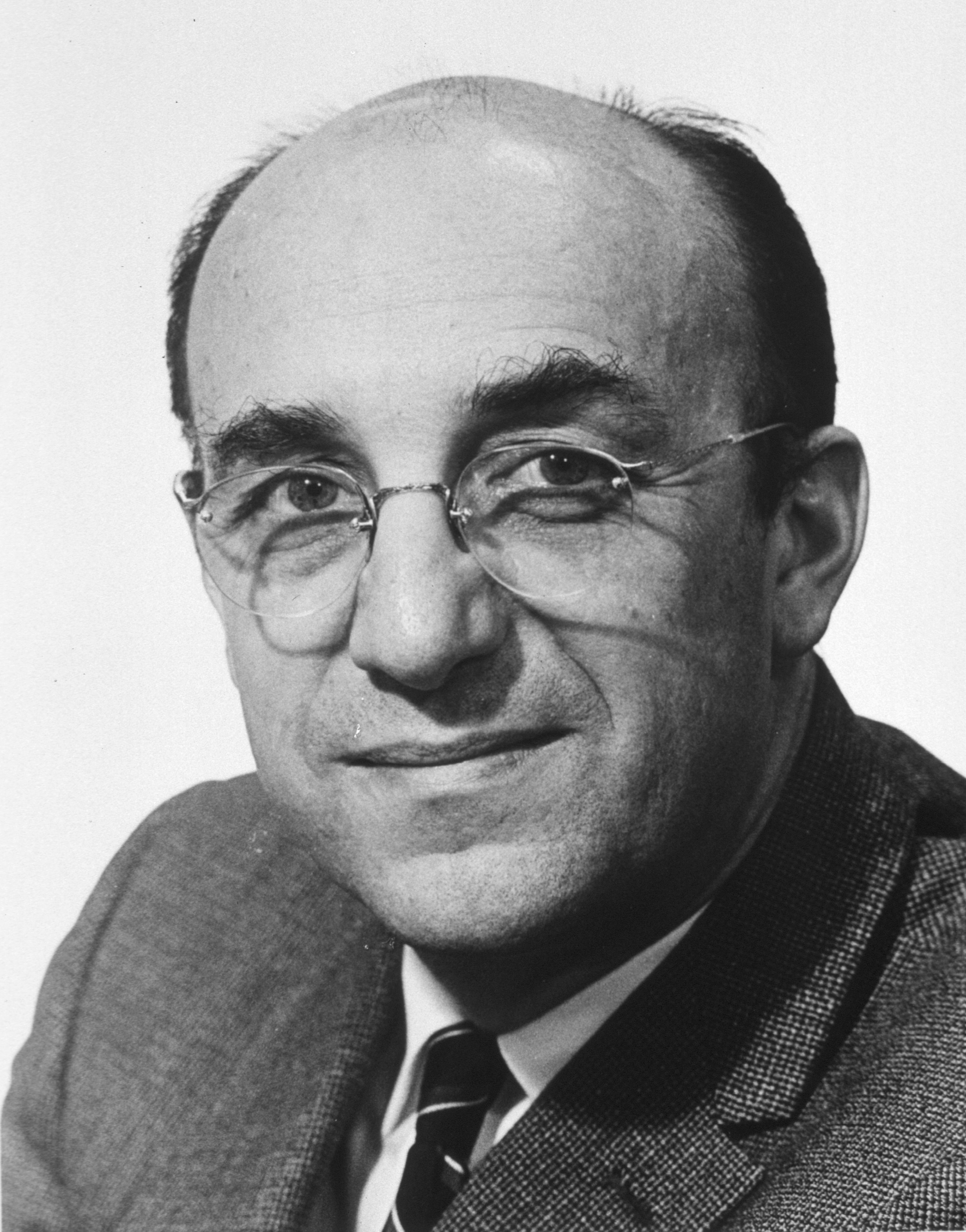
ロジェ・ギルマン／2月21日没

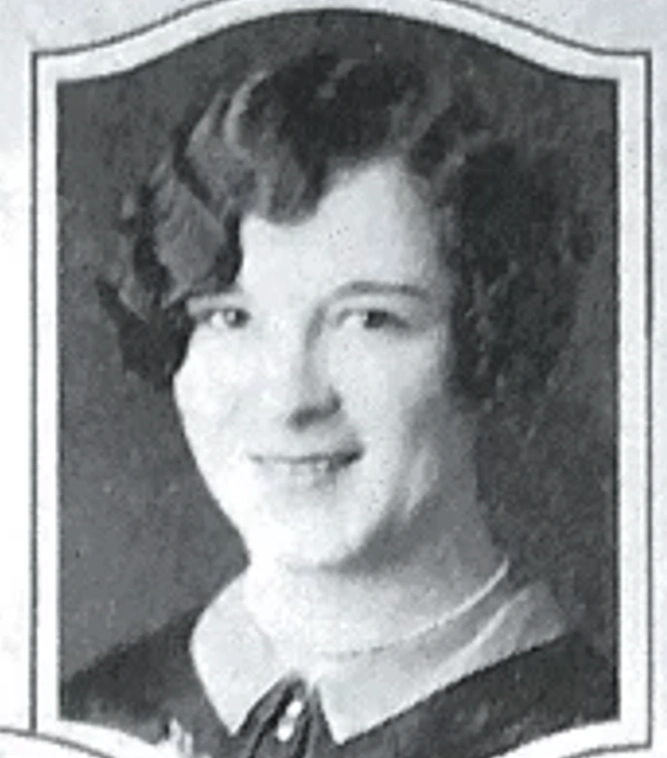
イーディス・セッカレッリ／2月22日没

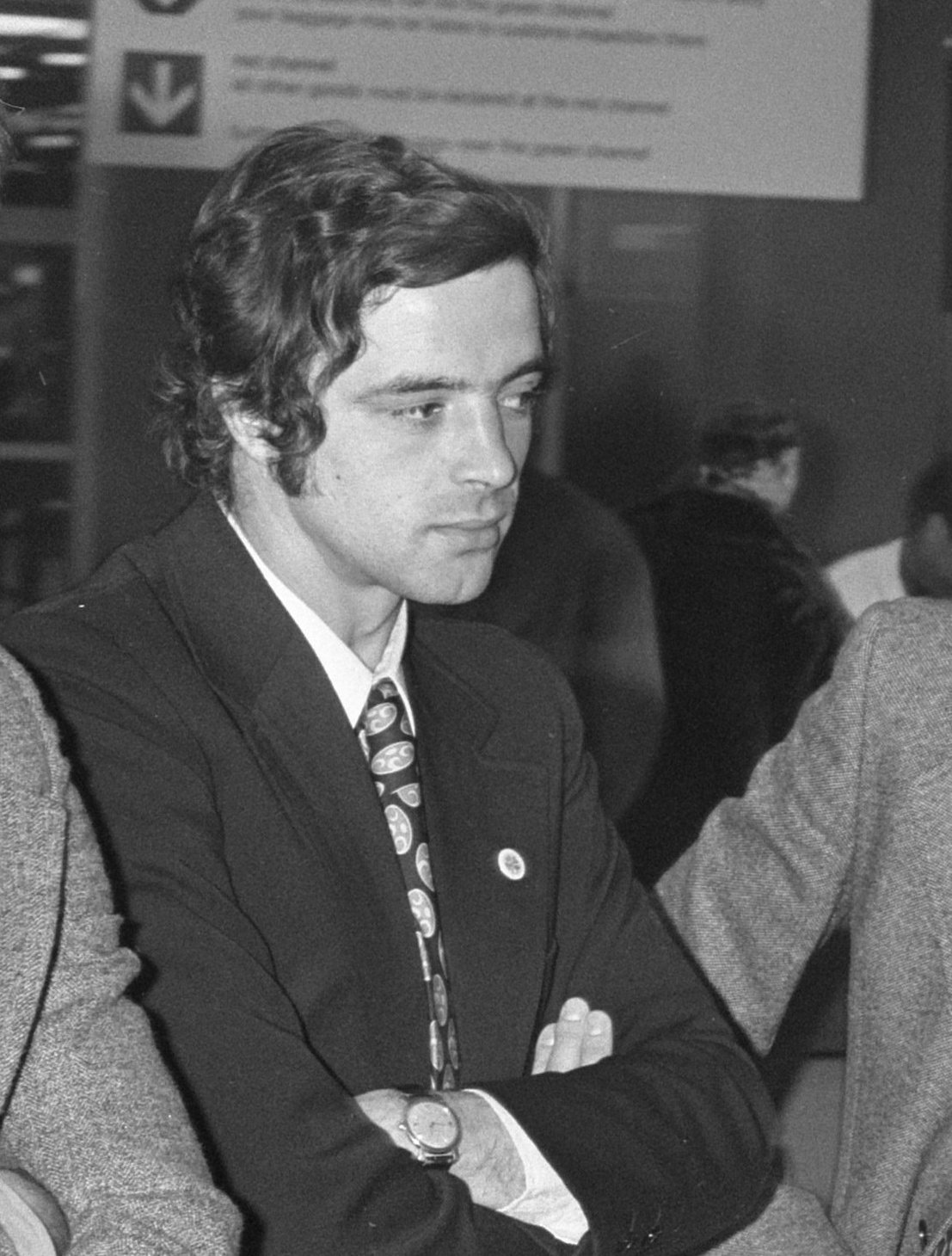
アルトゥール・ジョルジェ／2月22日没

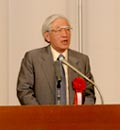
角田義一／2月23日没

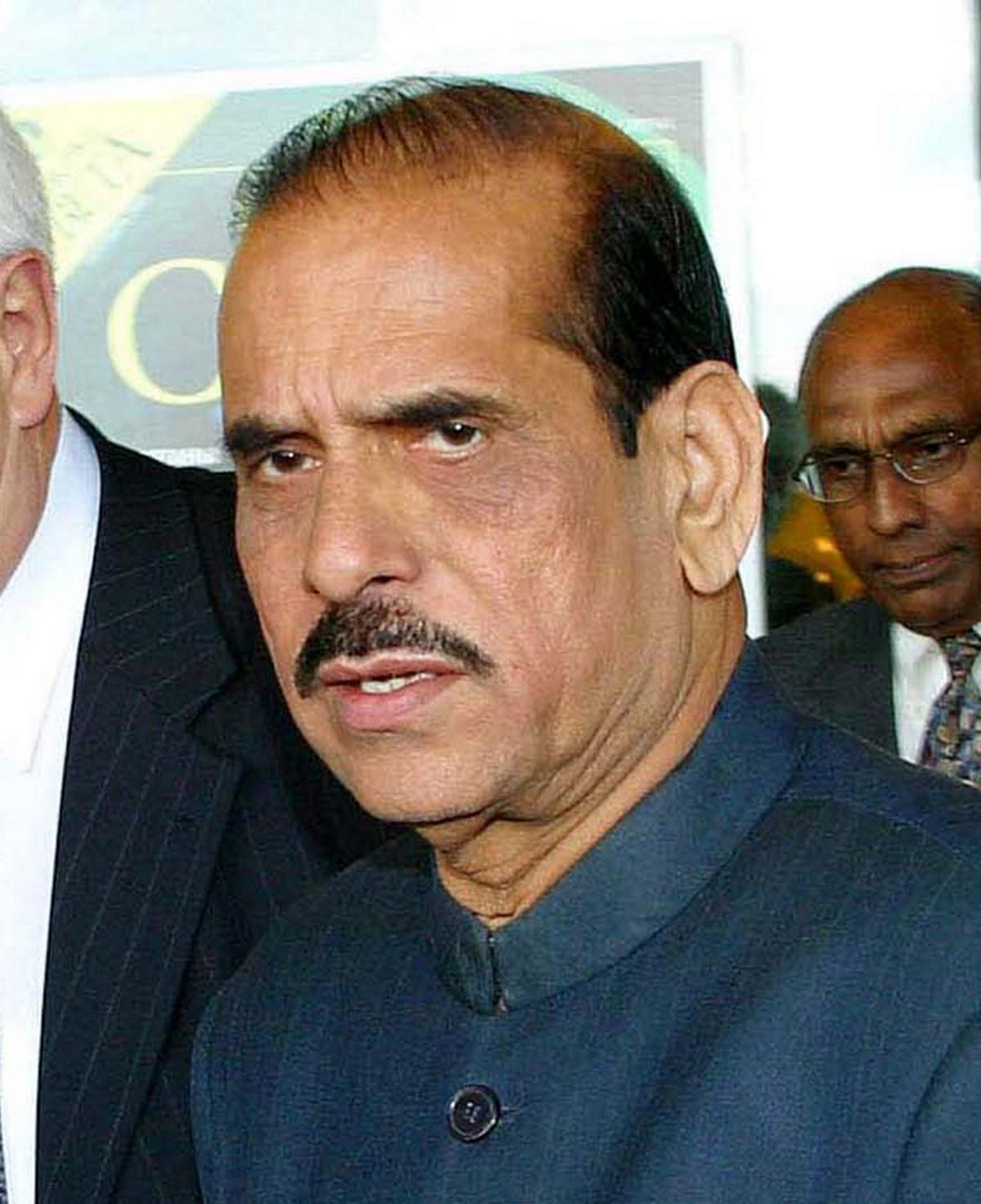
マノーハル・ジョーシー／2月23日没

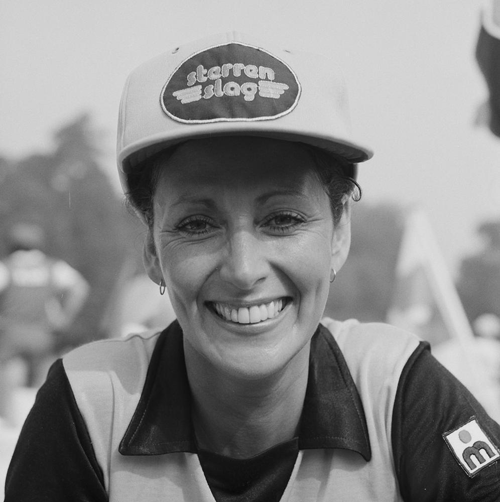
ヨアン・ハーンアッペル／2月23日没

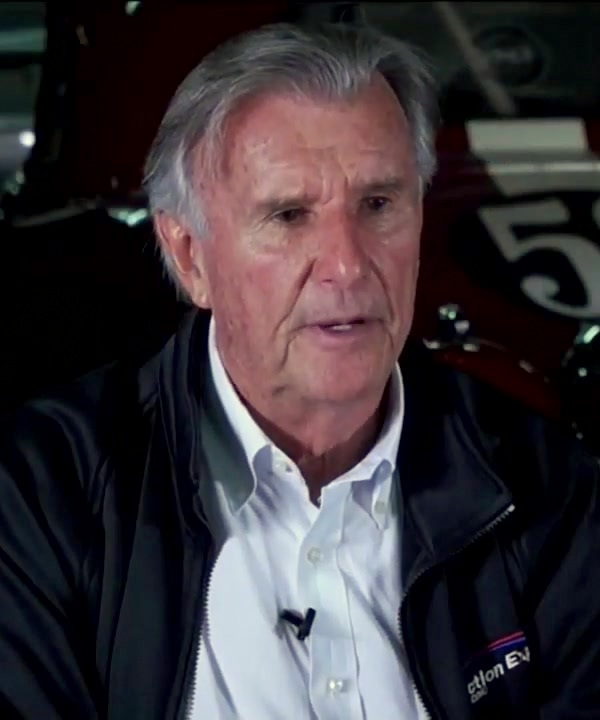
ウィルソン・フィッティパルディ／2月23日没

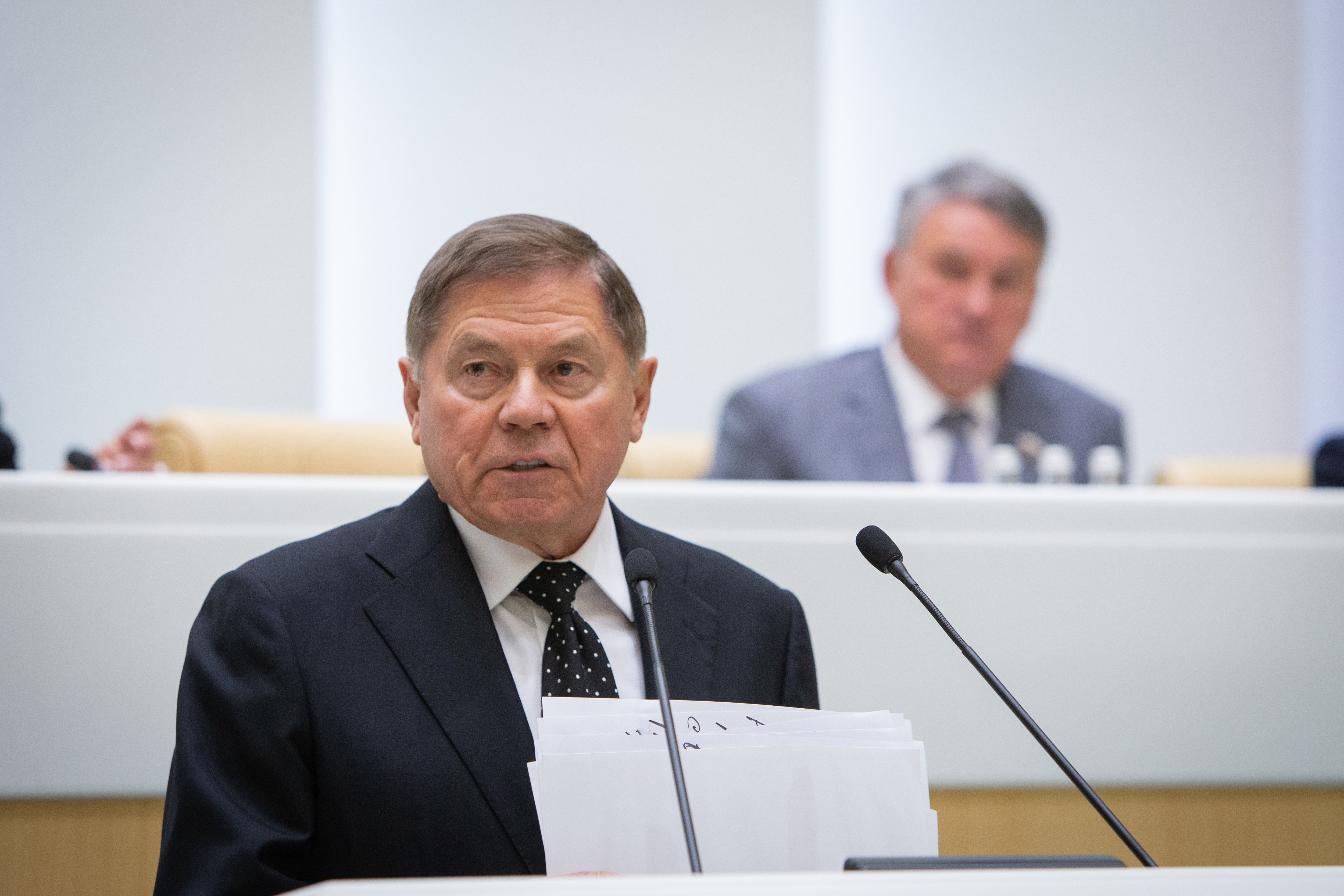
ヴャチェスラフ・レベデフ／2月23日没

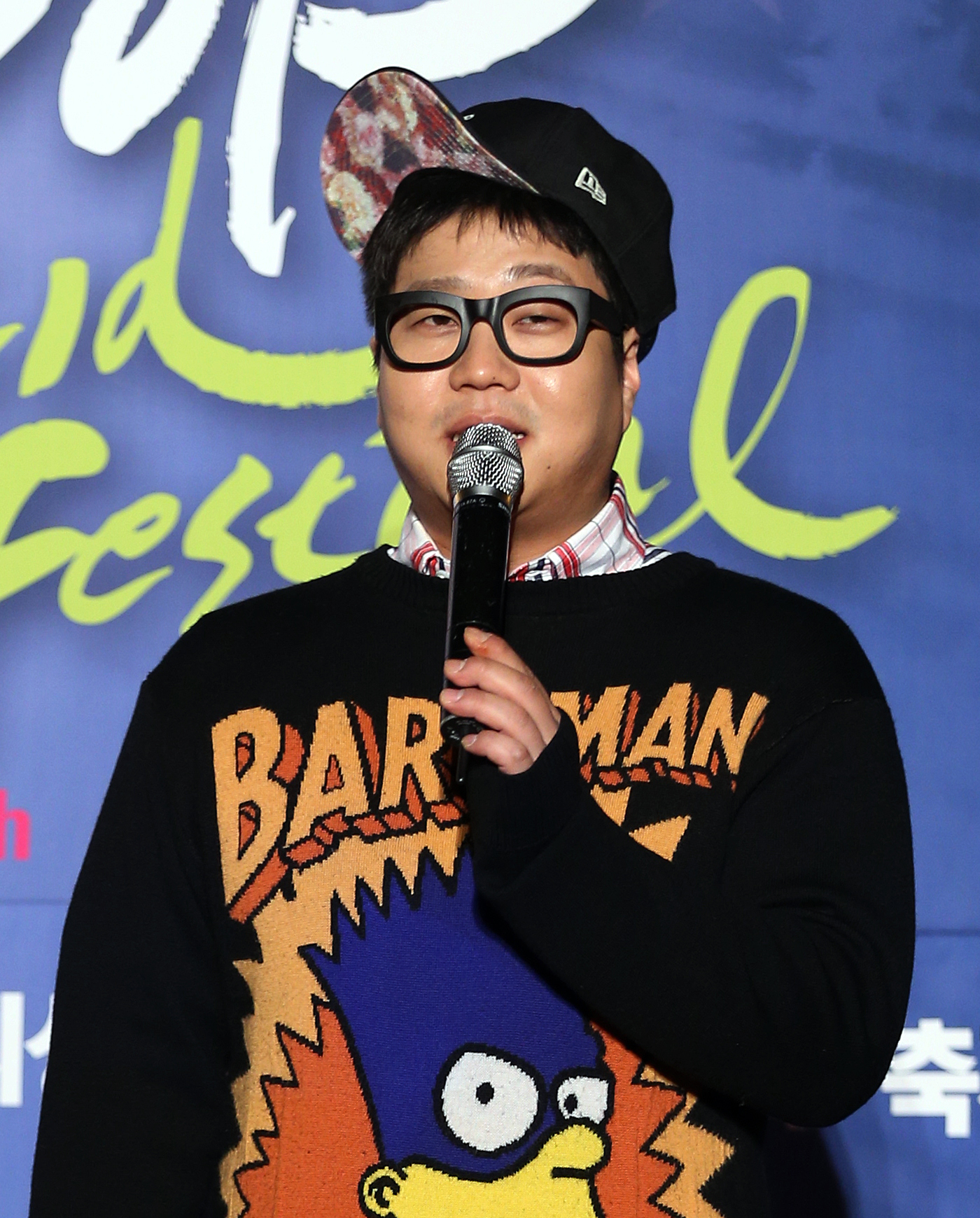
新沙洞の虎／2月23日没（遺体発見日）

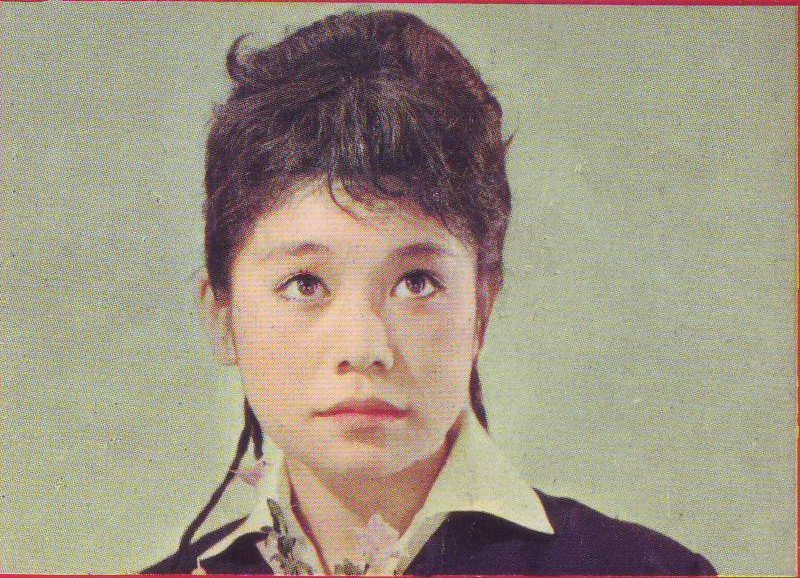
仲宗根美樹／2月24日没

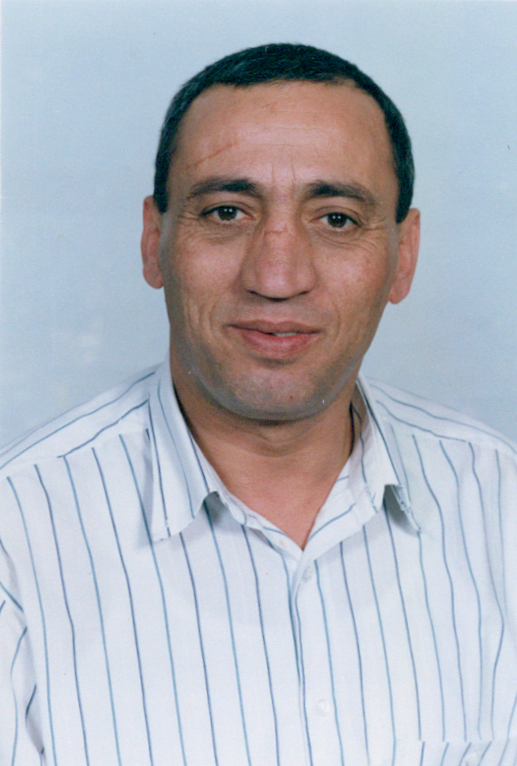
チャーリー・ビトン／2月24日没

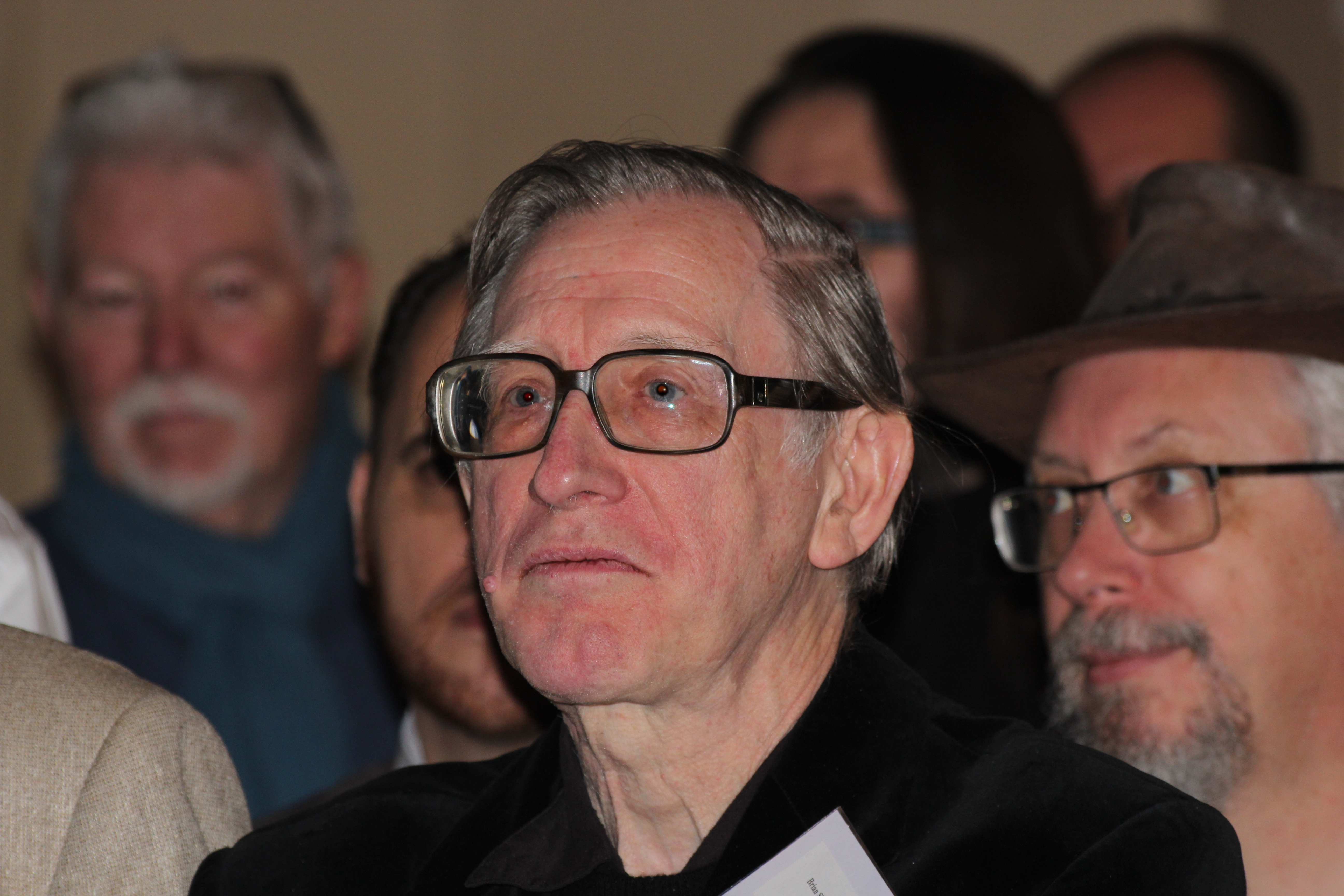
ブライアン・ステイブルフォード／2月24日没

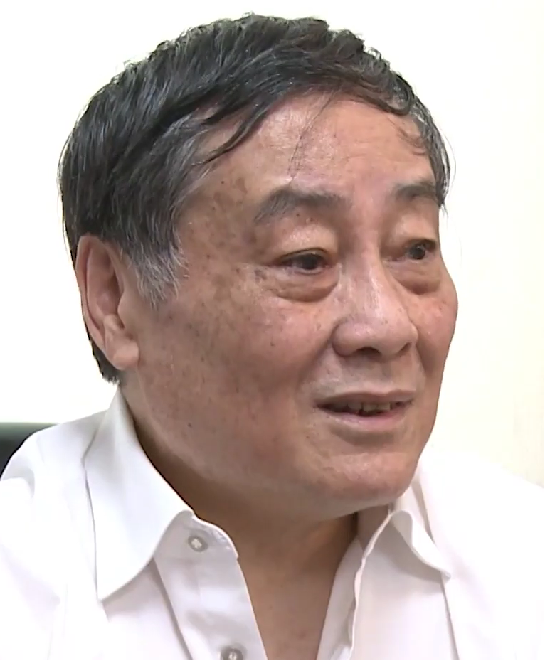
宗慶後／2月25日没

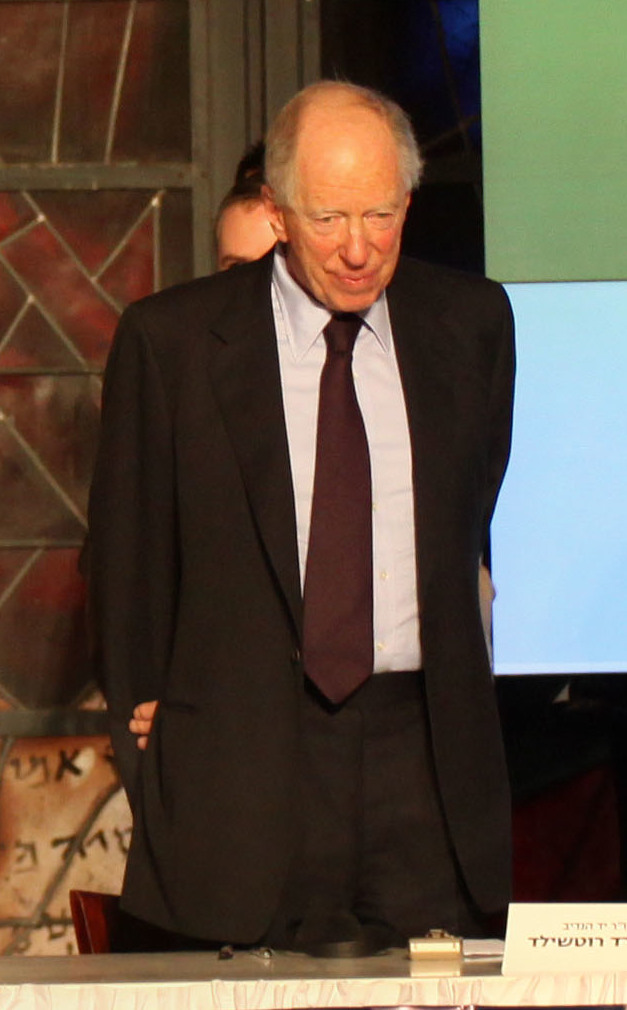
ジェイコブ・ロスチャイルド／2月26日没

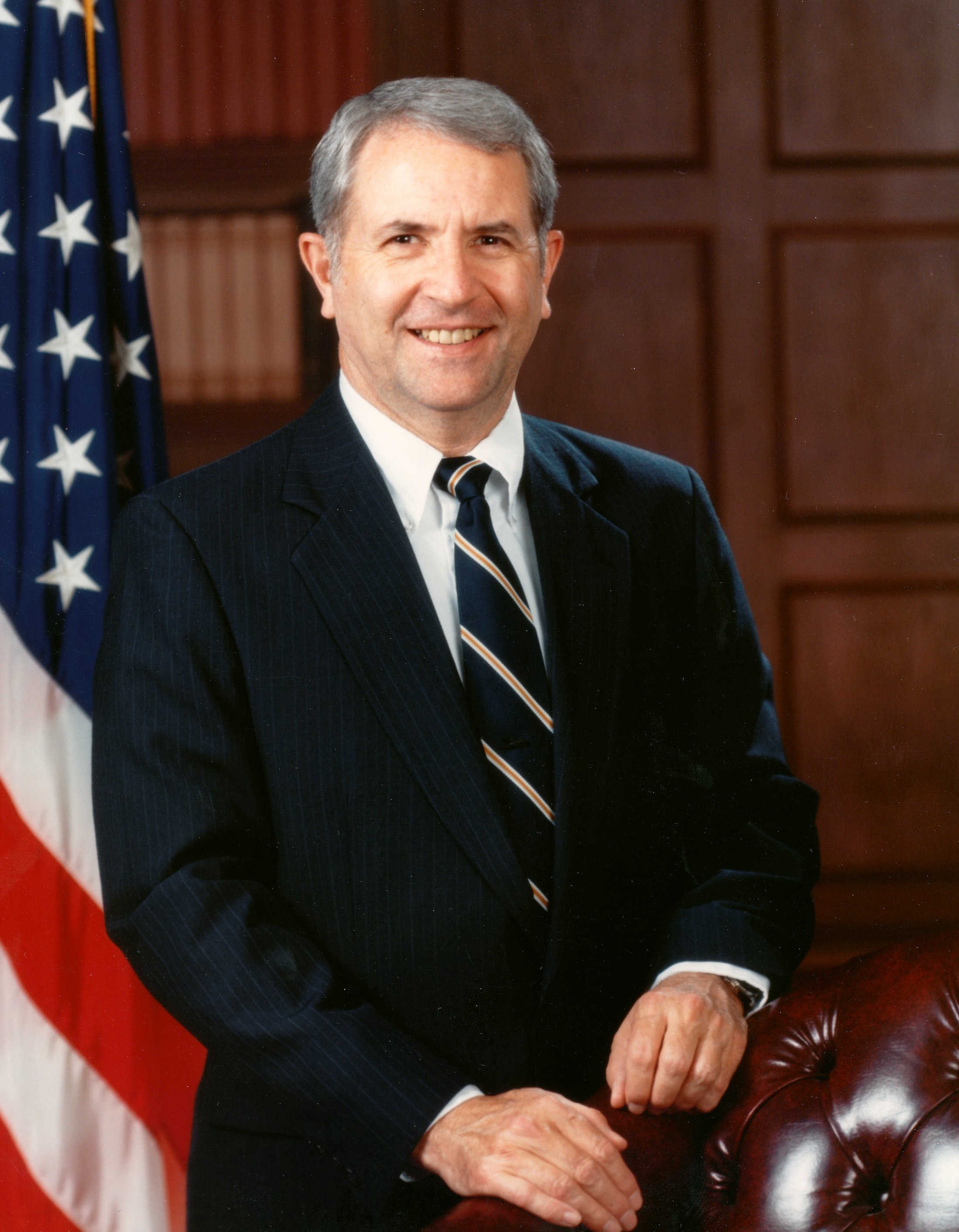
リチャード・トゥルーリー／2月27日没

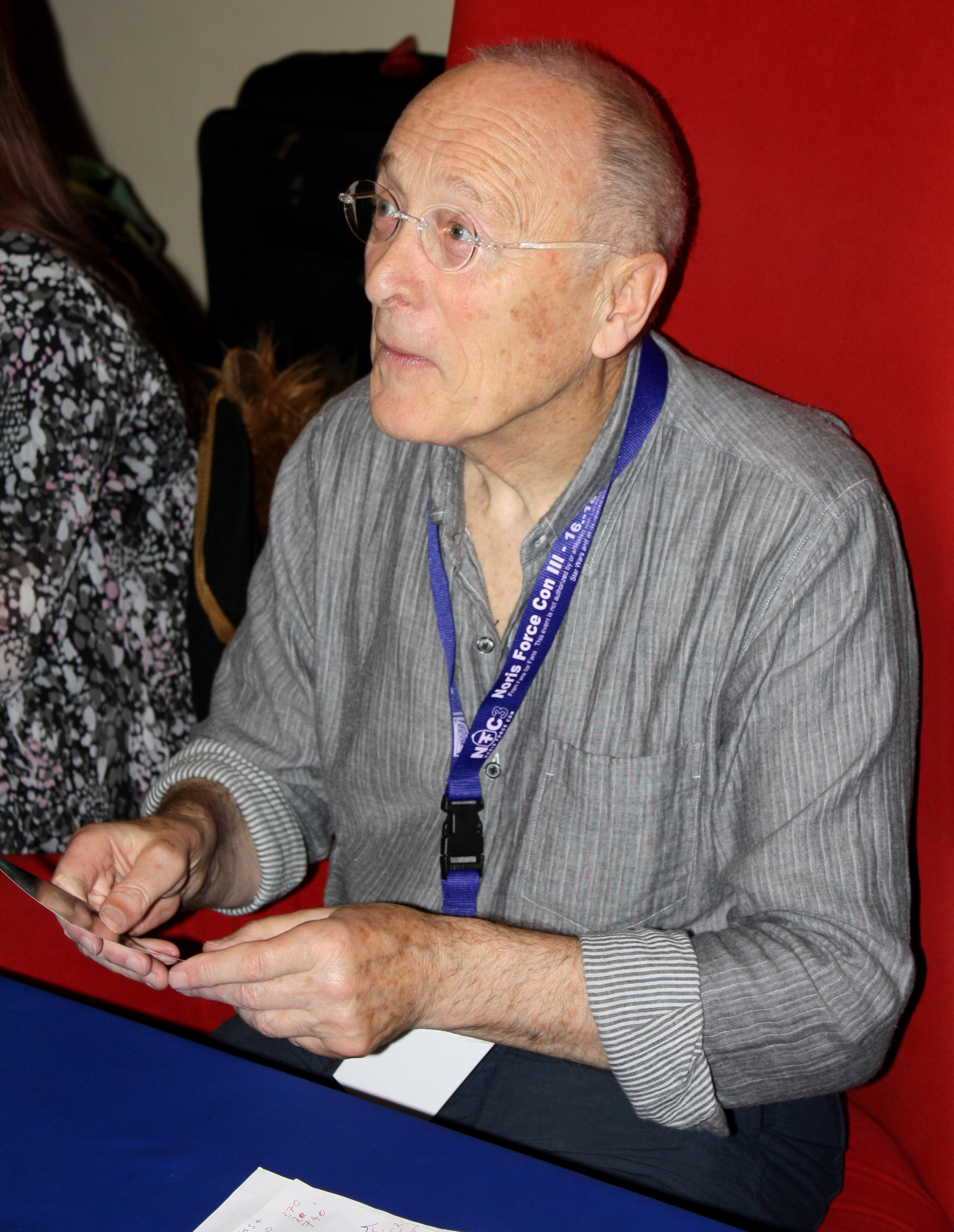
マイケル・カルバー／2月27日没

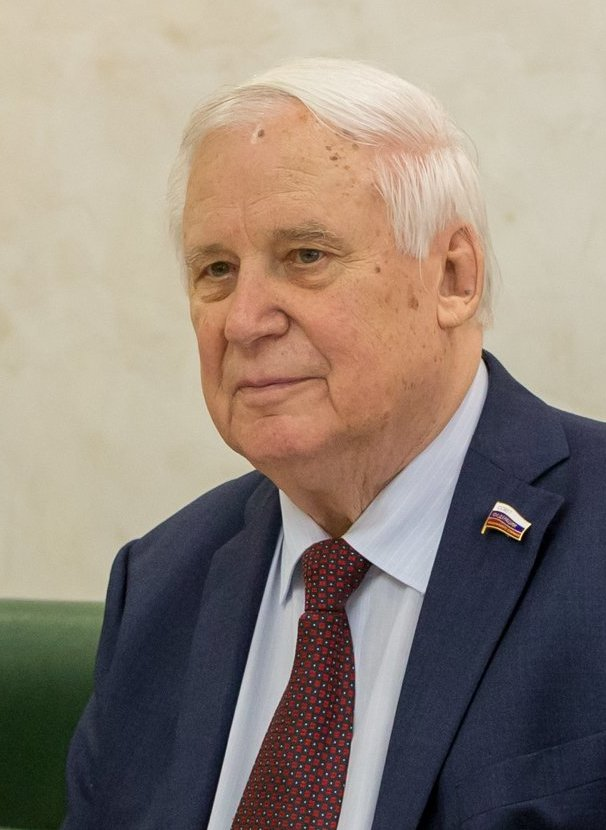
ニコライ・ルイシコフ／2月28日没

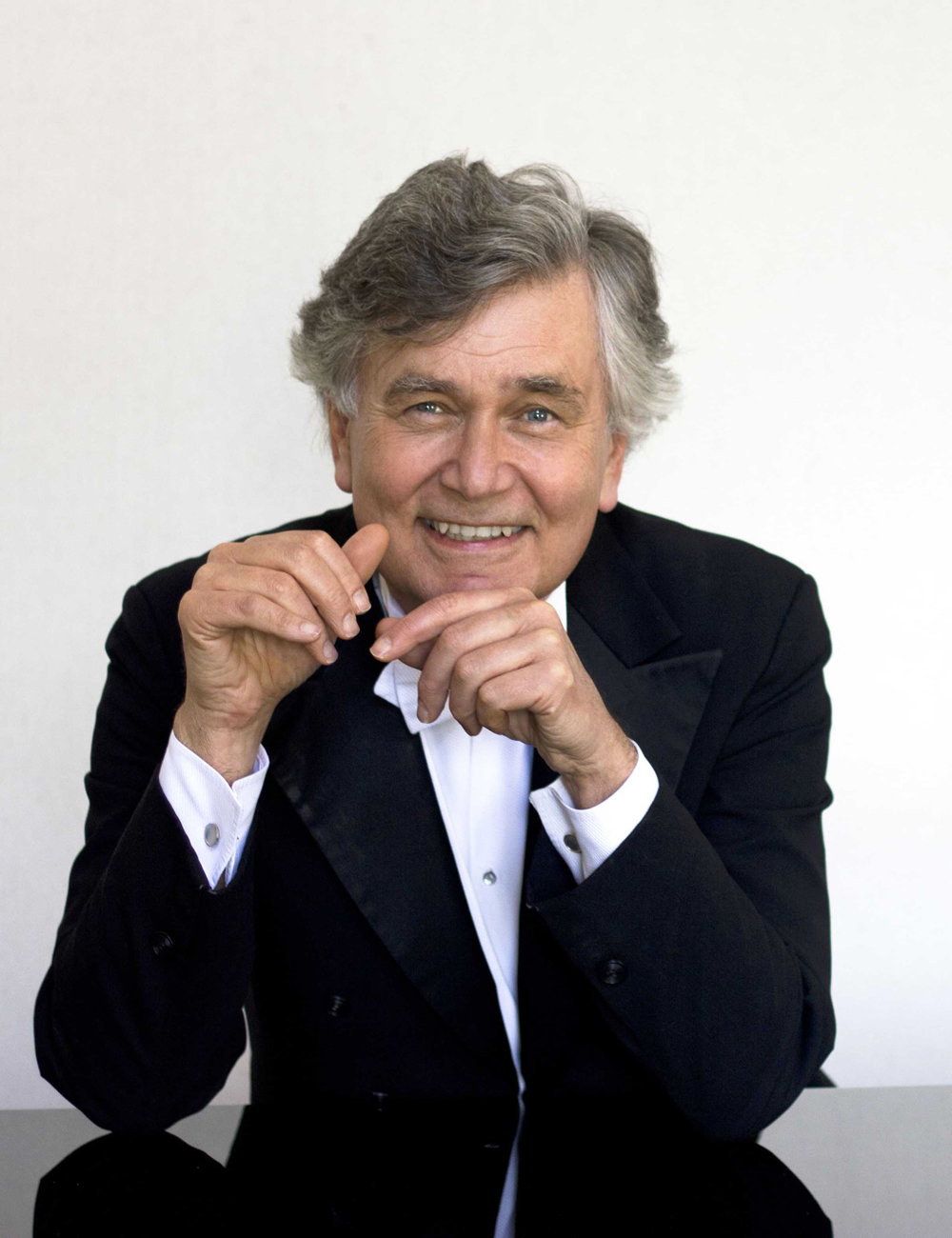
ユージン・インジック／2月28日没

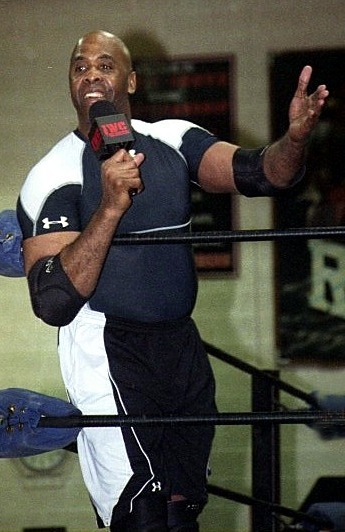
マイク・ジョーンズ（バージル）／2月28日没

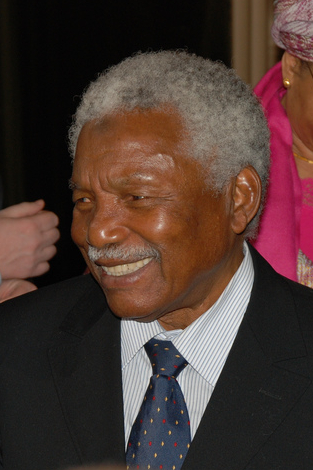
アリ・ハッサン・ムウィニ／2月29日没

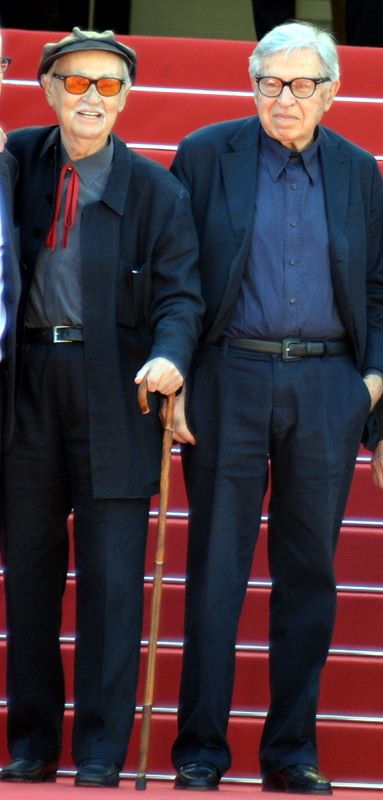
パオロ・タヴィアーニ（右）／2月29日没

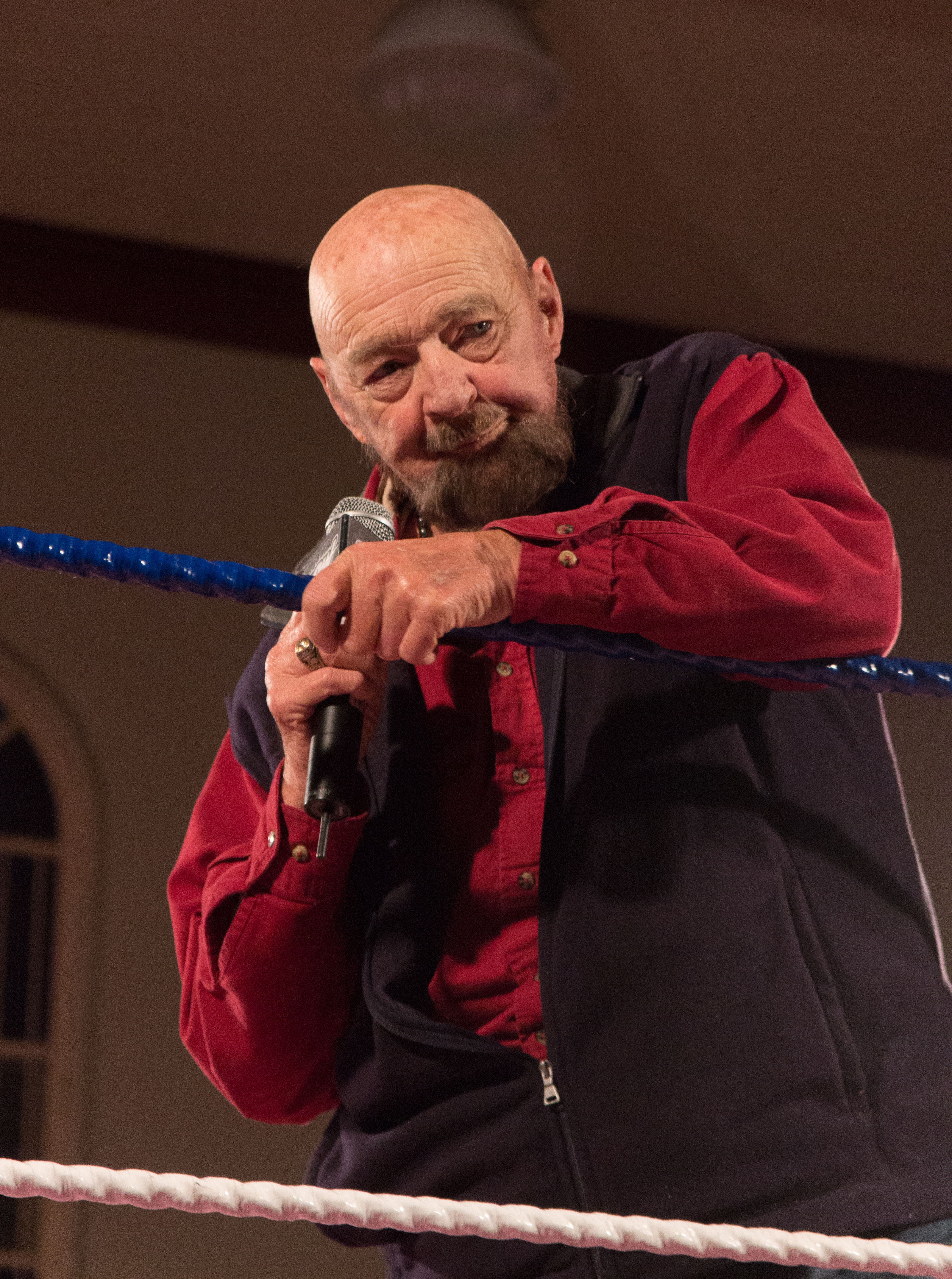
ポール・ヴァション／2月29日没

ブライアン・マルルーニー／2月29日没

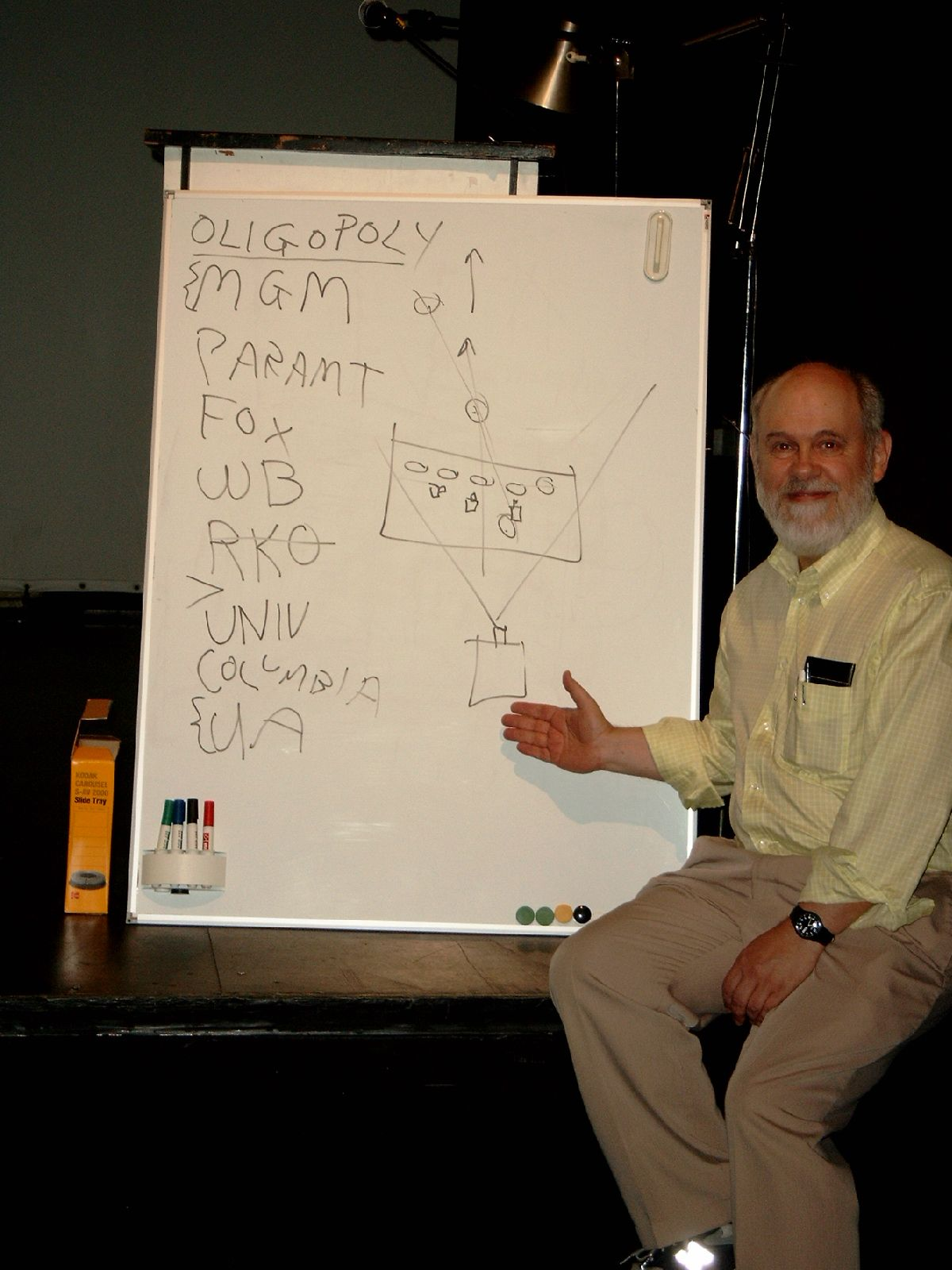
デヴィッド・ボードウェル／2月29日没

- 2月16日（訃報発表日） - イアン・マクミラン（英語版）、スコットランドの元プロサッカー選手、元同国代表（* 1931年）[133]
- 2月16日 - 竹下直志、日本の実業家、元東京楽天地社長（* 1935年?）[134]
- 2月16日 - 武藤徹一郎、日本の医学者、東京大学名誉教授（* 1938年）[135]
- 2月16日 - ホルヘ・トロ（英語版）、チリの元プロサッカー選手、元同国代表（* 1939年）[136]
- 2月16日 - 岡本満夫、日本の実業家、元アマダ社長（* 1943年）[137]
- 2月16日 - 吉田彰、日本のベーシスト、元「チューリップ」メンバー（* 1948年）[138]
- 2月16日 - アイリーン・メイゼル（英語版）、アメリカ合衆国出身のイギリスの映画プロデューサー（* 1955年）[139]
- 2月16日 - リューベン・ジャクソン（英語版）、アメリカ合衆国の詩人、ジャズ研究者、評論家、ラジオパーソナリティ（* 1956年）[140]
- 2月16日 - 朴杰淳（朝鮮語版）、大韓民国の歴史学者、忠北大学校教授（* 1959年）[141]
- 2月16日 - 倉田尚彦、日本のピアノ調律師（* 1961年?）[142]
- 2月16日 - 崔英日（朝鮮語版）、大韓民国の時事評論家、大学教授（* 1966年）[143]
- 2月16日 - 叶井俊太郎、日本の映画プロデューサー（* 1967年）[144]
- 2月16日 - アレクセイ・ナワリヌイ、ロシアの政治活動家、弁護士、民族主義者、未来のロシア党首（* 1976年）[145]
- 2月17日 - ヨハン・ガルトゥング、ノルウェーの社会学者、数学者、オスロ国際平和研究所代表、ライト・ライブリフッド賞受賞者（* 1930年）[146]
- 2月17日 - 志賀浩二、日本の数学者、東京工業大学名誉教授（* 1930年）[147]
- 2月17日 - ヤープ・ウドケルク（英語版）、オランダのサイクリスト、1964年オリンピック銅メダリスト（* 1937年）[148]
- 2月17日 - 寺西盛雄、日本の地方公務員、元石川県出納室長、初代石川県公立大学法人理事長（* 1939年?）[149]
- 2月17日 - レヴァン・テディアシヴィリ（英語版）、ソビエト連邦、ジョージアのレスラー、サンボの世界チャンピオン、1972年・1976年オリンピック金メダリスト（* 1948年）[150]
- 2月18日 - コルネリオ・ソマルガ（英語版）、スイスのヒューマニタリアン、弁護士、外交官、元赤十字国際委員会総裁（* 1932年）[151]
- 2月18日 - アビーリオ・ディニス、ブラジルの実業家、ポム・デ・アスカーの経営者（* 1936年）[152]
- 2月18日 - 金明赫（朝鮮語版）、大韓民国の牧師（* 1937年）[153]
- 2月18日 - イーラ・フォン・フュルステンベルク（英語版）、イタリアの女優、宝飾デザイナー、セレブリティ、元貴族（* 1940年）[154]
- 2月18日 - マイケル・グルンスタイン、ルーマニア出身のアメリカ合衆国の生化学者、カリフォルニア大学ロサンゼルス校デイヴィッド・ゲフェン医科大学院（英語版）教授（* 1946年）[155]
- 2月18日 - トニー・ガニオス（英語版）、アメリカ合衆国の俳優（* 1959年）[156]
- 2月19日 - 香川芳子、日本の教育者、女子栄養大学名誉教授、学校法人香川栄養学園学園長（* 1931年）[157]
- 2月19日 - 村田恒、日本の検察官、弁護士、元名古屋高等検察庁検事長（* 1933年）[158]
- 2月19日 - ヤン・アスマン（英語版）、ドイツのエジプト学者（* 1938年）[159]
- 2月19日 - ボブ・テンチ（英語版）、イギリスのミュージシャン、元ジェフ・ベック・グループメンバー（* 1944年）[160]
- 2月19日 - ポール・ダマト（英語版）、アメリカ合衆国の俳優（* 1949年）[161]
- 2月19日（訃報発表日） - ヤン・セレンセン（英語版）、デンマークの元プロサッカー選手、元同国代表（* 1955年）[162]
- 2月19日 - ジューロー・モーニカ、ハンガリーの元競泳選手（* 1969年）[163]
- 2月19日 - ジェシー・ベアード（英語版）、オーストラリアのオーストラリアンフットボール審判、元テレビ司会者（* 1997年?）[164]
- 2月20日 - 山本陽子、日本の女優（* 1942年）[165]
- 2月20日 - 川本一之、日本の経営者、元中国新聞社社長（* 1944年）[166]
- 2月20日 - アンフィン・カルスベア（英語版）、フェロー諸島の政治家、元首相・経済財務相・漁業相、元フォルケティング議員、元レクティング議員・議長【人民党所属】（* 1947年）[167]
- 2月20日 - ラリー・デメリー（英語版）、アメリカ合衆国の元プロ野球選手（* 1953年）[168]
- 2月20日（訃報発表日） - ヴァシレ・ディバ（英語版）、ルーマニアのカヌーイスト、1976年オリンピック金メダリスト（* 1954年）[169]
- 2月20日 - パン・シリ（朝鮮語版）、大韓民国の歌手（* 1958年または1963年）[170]
- 2月20日 - アンドレアス・ブレーメ、ドイツの元プロサッカー選手、元同国代表（* 1960年）[171]
- 2月20日 - 宮嵜靖則、日本の薬学者、静岡県立大学准教授（* 1963年）[172]
- 2月20日 - ヴィタリ・クープリ、ウクライナ出身のアメリカ合衆国のキーボーディスト（* 1974年）[173]
- 2月21日 - ミシュリーヌ・プレール、フランスの女優（* 1922年）[174]
- 2月21日 - ロジェ・ギルマン、フランス出身のアメリカ合衆国の神経学者、1977年ノーベル生理学・医学賞受賞者（* 1924年）[175]
- 2月21日 - ロバート・D・フルトン（英語版）、アメリカ合衆国の政治家、元アイオワ州知事、同副知事（* 1929年）[176]
- 2月21日 - アブドゥル・タイブ・マフムド（英語版）、マレーシアの政治家、元サラワク州知事・首相、元代議院議員、元サラワク州議会議員（* 1936年）[177]
- 2月21日（訃報発表日） - 高橋久雄（英語版）、日本の画家（* 1936年）[178]
- 2月21日 - ジョン・サヴィデント（英語版）、イギリスの俳優（* 1938年）[179]
- 2月21日 - スティーヴ・パクストン、アメリカ合衆国の舞踊家、振付師（* 1939年）[180]
- 2月21日 - 金栄一（朝鮮語版）、大韓民国の裁判官（* 1940年）[181]
- 2月21日 - パメラ・セイラム（英語版）、イギリスの女優（* 1944年）[182]
- 2月21日 - 吉田太郎、日本の人形作家、人形劇美術家（* 1970年?）[183]
- 2月21日 - アンドレイ・モロゾフ（英語版）、ロシアの軍事ブロガー、従軍記者（* 1979年）[184]
- 2月22日 - イーディス・セッカレッリ、アメリカ合衆国のスーパーセンテナリアン（* 1908年）[185]
- 2月22日 - 赤堀政夫、日本の元死刑囚、冤罪被害者【島田事件】（* 1929年）[186]
- 2月22日 - 松尾羊一、日本の放送評論家（* 1930年）[187]
- 2月22日 - 北原保雄、日本の日本語学者、筑波大学元学長・名誉教授、新潟産業大学元学長（* 1936年）[188]
- 2月22日 - アロイス・ゴットガッサー（ドイツ語版）、オーストリアのカトリック教会の聖職者、元ザルツブルク大司教、元インスブルック司教（* 1937年）[189]
- 2月22日 - 鳥越忠行、日本の政治家、元北海道苫小牧市長（* 1939年）[190]
- 2月22日 - 高原永伍、日本の元競輪選手（* 1940年）[191]
- 2月22日 - 藤本健作、日本の元プロ野球選手【読売ジャイアンツ所属】（* 1940年）[192]
- 2月22日 - ジョン・ダフ・ロウ（英語版）、イギリスのピアニスト、元クオリーメンメンバー（* 1942年）[193]
- 2月22日 - 大石弥太郎、日本の元プロ野球選手【阪急ブレーブス・広島東洋カープなどに所属】（* 1943年）[194]
- 2月22日 - 石井直樹、日本の実業家、政治家、元静岡県下田市長（* 1944年）[195]
- 2月22日 - アルトゥール・ジョルジェ、ポルトガルの元プロサッカー選手、指導者、元同国代表（* 1946年）[196]
- 2月22日 - 荒金大琳、日本の書家、別府大学名誉教授（* 1947年）[197]
- 2月23日 - イレーネ・カンベル（英語版）、イタリアのフェンシング選手、1952年オリンピック金メダリスト、1960年オリンピック銅メダリスト（* 1926年）[198]
- 2月23日 - ジャッキー・ローリー（英語版）、アメリカ合衆国の女優（* 1930年）[199]
- 2月23日 - 角田義一、日本の政治家、弁護士、元参議院議員【日本社会党・旧民主党・民主党などに所属】、第25代参議院副議長（* 1937年）[200]
- 2月23日 - マノーハル・ジョーシー、インドの政治家、元ローク・サバー議員・議長、元ラージヤ・サバー議員、元重工業・公企業相、元マハーラーシュトラ州首相、元ムンバイ市長【シヴ・セーナー所属】（* 1937年）[201]
- 2月23日 - ヨアン・ハーンアッペル、オランダのフィギュアスケーター（* 1940年）[202]
- 2月23日 - ウィルソン・フィッティパルディ、ブラジルの元レーシングドライバー（* 1943年）[203]
- 2月23日 - ヴャチェスラフ・レベデフ、ソビエト連邦、ロシアの裁判官、ロシア連邦最高裁判所長官（* 1943年）[204]
- 2月23日 - 河合弘隆、日本の経営者、河合楽器製作所代表取締役会長・社長（* 1947年）[205]
- 2月23日 - クロード・モンタナ（英語版）、フランスのファッションデザイナー（* 1947年）[206]
- 2月23日 - クリス・ゴージェ（英語版）、イギリス出身のカナダの俳優（* 1976年）[207]
- 2月23日（遺体発見日） - 新沙洞の虎、大韓民国の作曲家、音楽プロデューサー（* 1983年）[208][209]
- 2月24日 - ラモーナ・フラドン（英語版）、アメリカ合衆国の漫画家（* 1926年）[210]
- 2月24日 - 金祥源（朝鮮語版）、大韓民国の裁判官（* 1933年）[211]
- 2月24日 - マルッティ・マンシッカ（英語版）、フィンランドの体操競技選手、1956年オリンピック銅メダリスト（* 1933年）[212]
- 2月24日 - 渡邉妙子、日本の刀剣学者、元佐野美術館館長・理事長（* 1937年）[213]
- 2月24日 - 仲宗根美樹、日本の歌手、実業家（* 1944年）[214]
- 2月24日（訃報発表日） - ウルリック・ル・フェヴル（英語版）、デンマークの元プロサッカー選手、元同国代表（* 1946年）[215]
- 2月24日 - クリス・ニコル、イングランドの元プロサッカー選手、指導者、元北アイルランド代表（* 1946年）[216]
- 2月24日 - チャーリー・ビトン、モロッコ出身のイスラエルの社会活動家、政治家、元クネセト議員（* 1947年）[217]
- 2月24日 - スタン・ボウルス（英語版）、イングランドの元プロサッカー選手、元同国代表（* 1948年）[218]
- 2月24日 - ブライアン・ステイブルフォード、イギリスのSF作家（* 1948年）[219]
- 2月24日 - 琴ヶ嶽綱一（竹内孝一）、日本の元大相撲力士（* 1952年）[220]
- 2月24日 - ケネス・ミッチェル、カナダの俳優（* 1974年）[221]
- 2月25日 - 寺越友枝、日本の女性、寺越武志の母、寺越昭二・寺越外雄の義姉（* 1931年）[222]
- 2月25日 - ゲオルク・リーデル（英語版）、チェコスロバキア出身のスウェーデンのミュージシャン（* 1934年）[223]
- 2月25日 - チャールズ・ディアコップ（英語版）、アメリカ合衆国の俳優（* 1936年）[224]
- 2月25日 - 宮原岩政、日本の政治家、元佐賀県議会議員・議長、元JA佐賀中央会会長（* 1942年?）[225]
- 2月25日 - 宗慶後、中華人民共和国の実業家、政治家、娃哈哈の創業者、元全国人民代表大会代表（* 1945年）[226]
- 2月25日 - ホセ・デレオン（英語版）、ドミニカ共和国の元プロ野球選手（* 1960年）[227]
- 2月25日 - ピーター・モーガン（英語版）、ジャマイカのレゲエシンガー、モーガン・ヘリテイジ（英語版）メンバー（* 1977年?）[228]
- 2月25日 - ファビアン・シュルツェ（英語版）、ドイツの棒高跳選手（* 1984年）[229]
- 2月25日 - アーロン・ブッシュネル、アメリカ合衆国の空軍軍人（* 1998年?）[230]
- 2月26日 - 佐々木宏幹、日本の宗教人類学者、駒澤大学名誉教授（* 1930年）[231]
- 2月26日 - 徐崇温（中国語版）、中華人民共和国のマルクス主義理論学者、マルクス哲学者、マルクス哲学史家、元中国社会科学院哲学研究所マルクス主義哲学史研究室主任（* 1930年）[232]
- 2月26日 - テップ・ヴォーン（英語版）、カンボジアの僧侶、カンボジア最高大僧正（英語版）（* 1932年）[233]
- 2月26日 - 郭定鉉、大韓民国の政治家、元国会議員（* 1933年）[234]
- 2月26日 - ジュゼッペ・ダルトルイ（英語版）、イタリアの水球選手、1960年オリンピック金メダリスト（* 1934年）[235]
- 2月26日 - ロルフ・オーモット（英語版）、ノルウェーの芸術家（* 1934年）[236]
- 2月26日 - ジェイコブ・ロスチャイルド、イギリスの貴族、銀行家、政治家、元貴族院議員（* 1936年）[237]
- 2月26日 - オレイ・アンダーソン（アラン・ロゴウスキー）、アメリカ合衆国の元プロレスラー（* 1942年）[238]
- 2月26日 - パンカジ・ウダース（英語版）、インドのガザル歌手（* 1951年）[239]
- 2月26日 - サレハ・ラルベス（英語版）、アルジェリアの元プロサッカー選手、元同国代表（* 1952年）[240]
- 2月26日 - ルネ・ポレシュ（英語版）、ドイツの劇作家（* 1962年）[241]
- 2月27日 - 李淑錚（中国語版）、中華人民共和国の政治家、元中国共産党中央委員会対外連絡部部長、元全国人民代表大会常務委員会委員（* 1929年）[242]
- 2月27日 - 前田昌明、日本の俳優、声優（* 1932年）[243]
- 2月27日 - ジャン＝ピエール・ソワソン（英語版）、フランスの政治家、元農業農村開発相・労働雇用職業訓練相・青少年スポーツレジャー相、元国民議会議員、元オセール市長（* 1934年）[244]
- 2月27日 - リチャード・トゥルーリー、アメリカ合衆国の元宇宙飛行士、元アメリカ海軍軍人、元NASA長官（* 1937年）[245]
- 2月27日 - マイケル・カルバー、イギリスの俳優（* 1938年）[246]
- 2月27日 - ルシアン・ペラフィネ（英語版）、フランスのファッションデザイナー（* 1946年）[247]
- 2月27日 - リチャード・ルイス（英語版）、アメリカ合衆国のコメディアン（* 1947年）[248]
- 2月27日 - 若子内悦郎、日本の歌手（* 1949年）[249]
- 2月27日（訃報発表日） - ガブリエラ・グリロ（英語版）、ドイツの馬術選手、1976年オリンピック金メダリスト（* 1952年）[250]
- 2月27日 - 古谷光広、日本のジャズ・サクソフォーン奏者、大阪音楽大学講師（* 1973年）[251]
- 2月28日 - ニコライ・ルイシコフ、ソビエト連邦、ロシアの政治家、元ソビエト連邦閣僚会議議長、元ソ連共産党政治局員、元ソ連共産党書記局員、元ロシア連邦院議員、元ロシア国家院議員（* 1929年）[252]
- 2月28日 - 宮澤正幸、日本のスポーツジャーナリスト、元日刊スポーツ記者（* 1930年）[253]
- 2月28日 - リサ・レーン（英語版）、アメリカ合衆国のチェスプレーヤー（* 1933年）[254]
- 2月28日 - 金慕妊（朝鮮語版）、大韓民国の政治家、元保健福祉部長官、元国会議員（* 1935年）[255]
- 2月28日 - 大和文哉、日本の実業家、元ハザマ社長（* 1935年）[256]
- 2月28日 - アヴラハム・ショハット（英語版）、イスラエルの政治家、元財務相、元クネセト議員、元アラド市長（* 1936年）[257]
- 2月28日 - アヒム・ミュラー（英語版）、ドイツの化学者（* 1938年）[258]
- 2月28日 - ボブ・ハイル（英語版）、アメリカ合衆国の音響エンジニア（* 1940年）[259]
- 2月28日 - 西村正紀、日本の実業家、元コバレントマテリアル社長（* 1946年）[260]
- 2月28日 - ユージン・インジック、ユーゴスラビア出身のアメリカ合衆国のピアニスト（* 1947年）[261]
- 2月28日 - マイク・ジョーンズ（バージル）、アメリカ合衆国の元プロレスラー（* 1962年）[262]
- 2月28日 - エクトル・オルティス（英語版）、プエルトリコの元プロ野球選手、指導者（* 1969年）[263]
- 2月28日 - ヤヤ・ディロ・ジェルー（英語版）、チャドの政治家、国境なき社会党（英語版）党首（* 1974年）[264]
- 2月29日 - もろさわようこ、日本の女性史研究家（* 1925年）[265]
- 2月29日 - アリ・ハッサン・ムウィニ、タンザニアの政治家、元大統領、元副大統領、元ザンジバル革命政府大統領（* 1925年）[266]
- 2月29日 - パオロ・タヴィアーニ、イタリアの映画監督、脚本家（* 1931年）[267]
- 2月29日 - ポール・ヴァション、カナダの元プロレスラー（* 1937年）[268]
- 2月29日 - ブライアン・マルルーニー、カナダの政治家、元首相（* 1939年）[269]
- 2月29日 - デヴィッド・ボードウェル、アメリカ合衆国の映画史家、映画理論家（* 1947年）[270]

## 没日不明
- 2月中 - 大塚ガリバー、日本の音楽プロデューサー（* 生年不明）[271]